# Biserica de lemn din Bodești, Arad

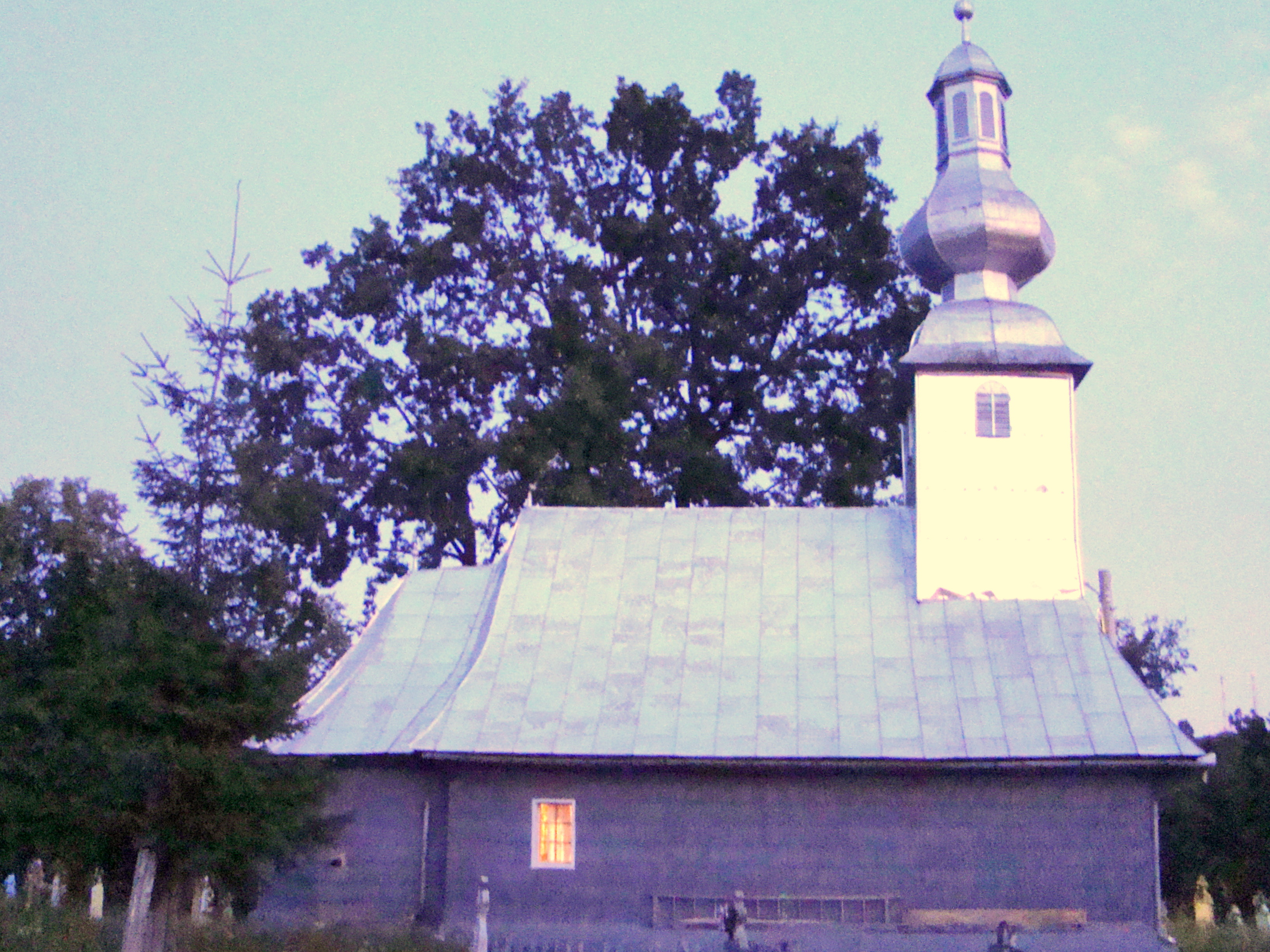
Biserica de lemn „Pogorârea Sf.Duh” din Bodeşti, comuna Hălmagiu, județul Arad, foto: iulie 2009.

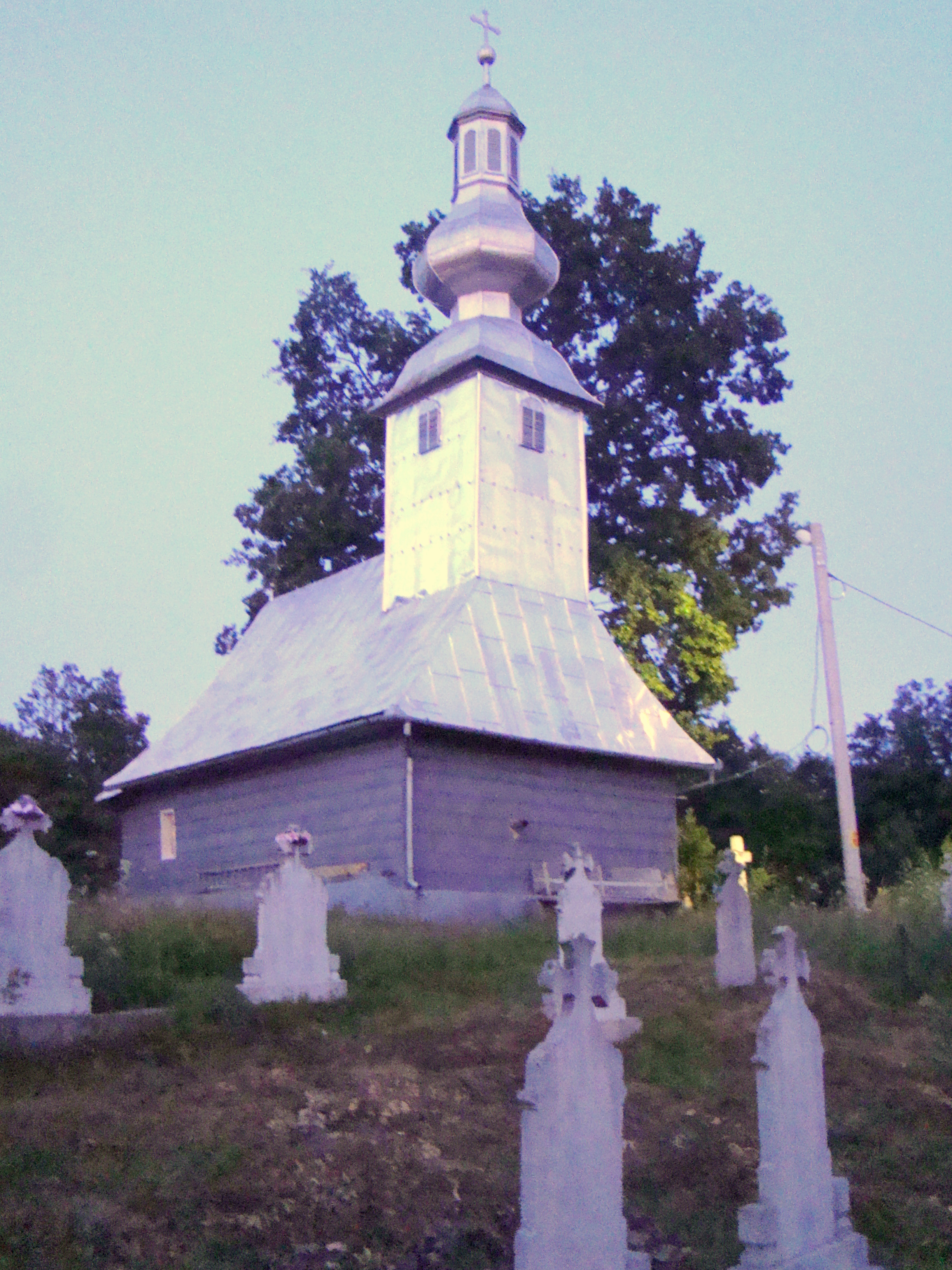

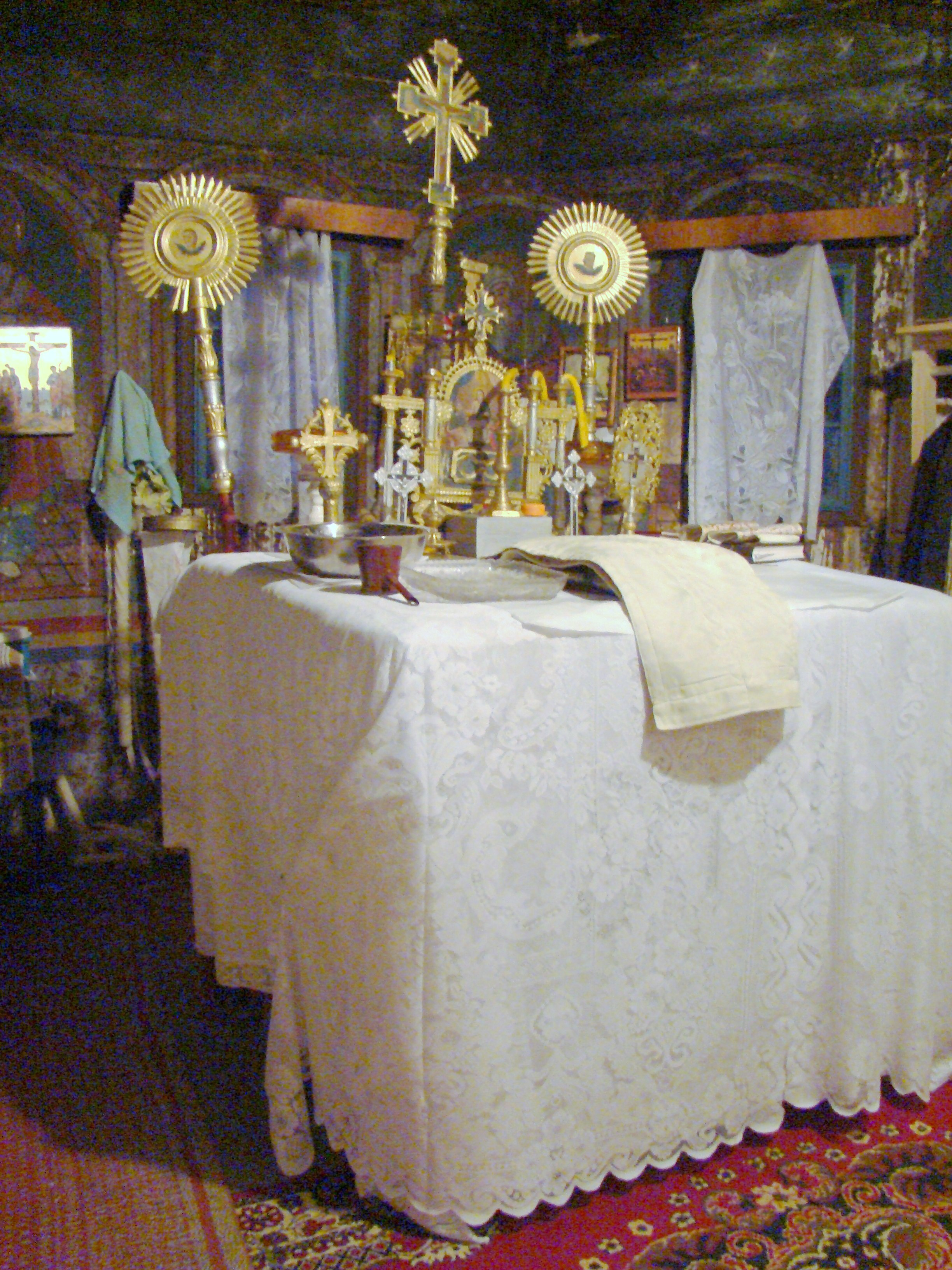

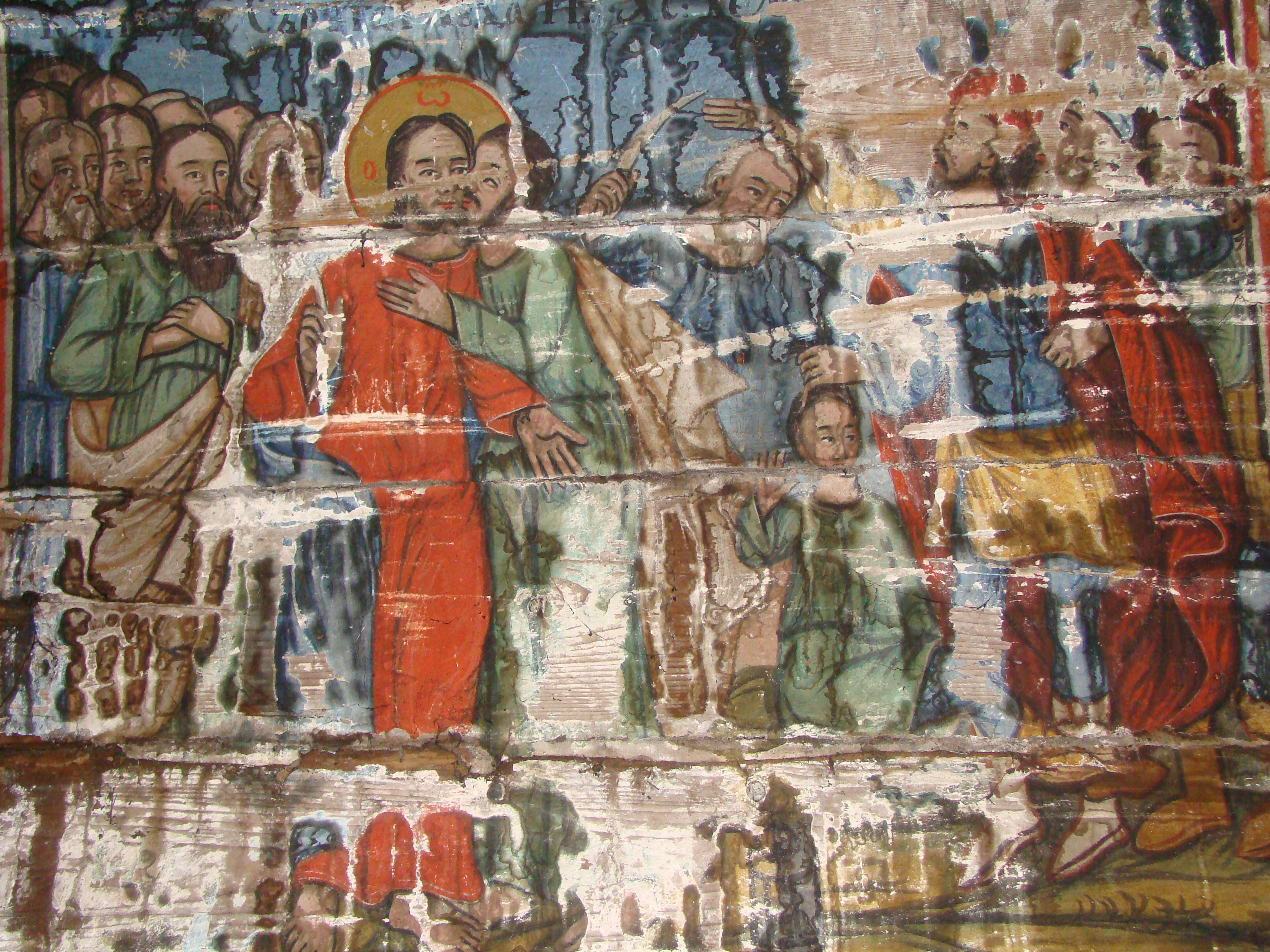
Sărutul lui Iuda

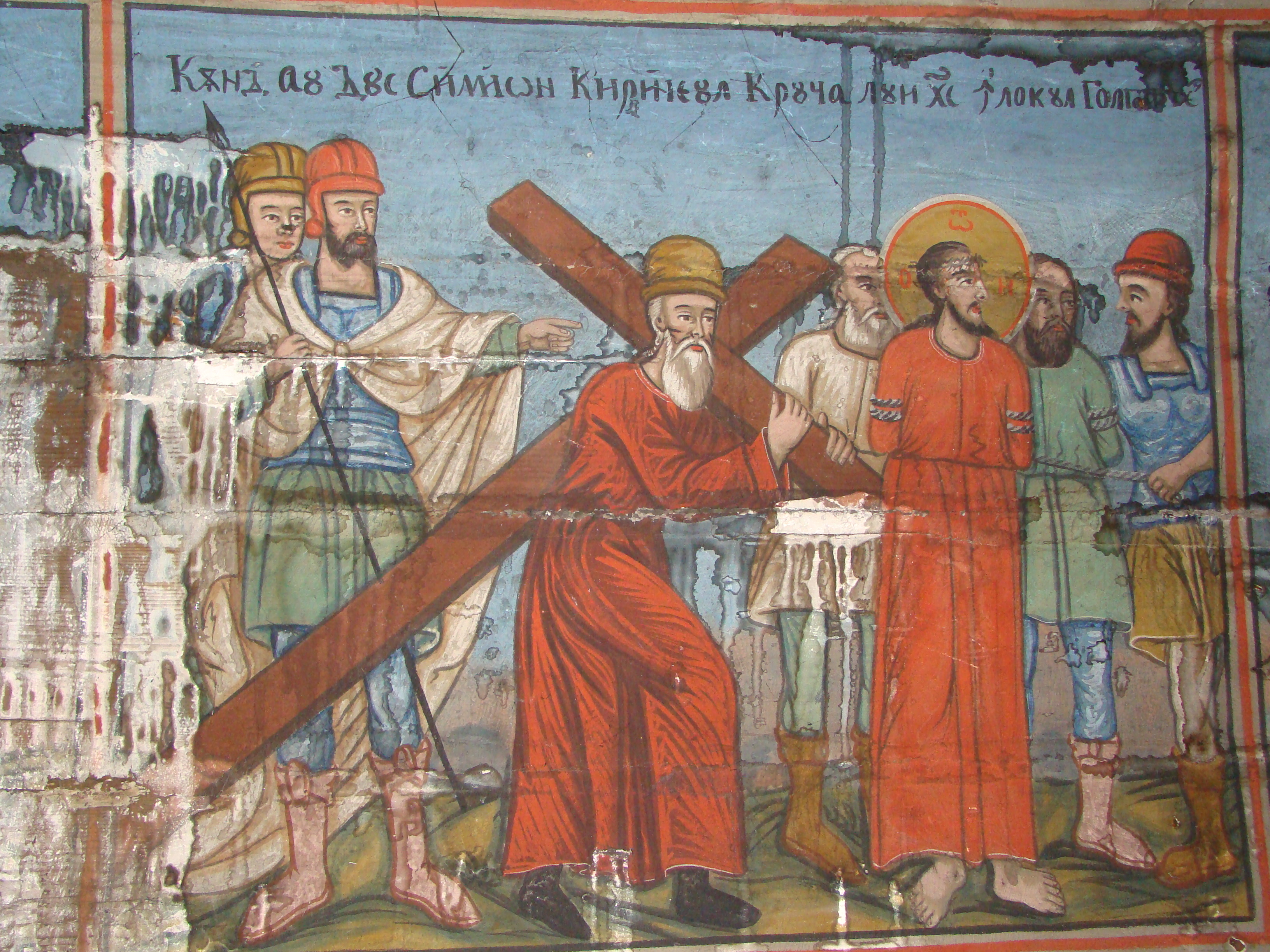

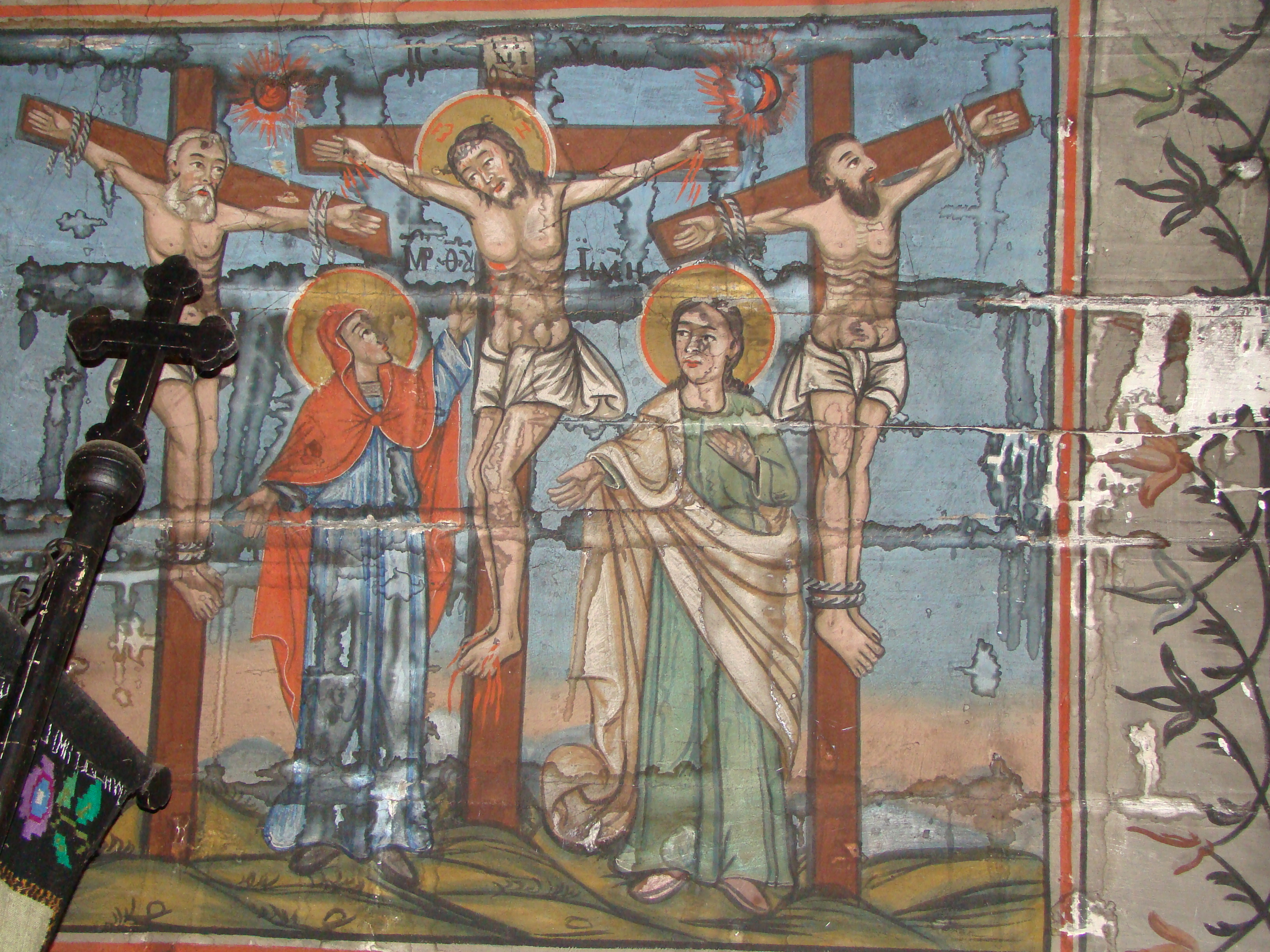

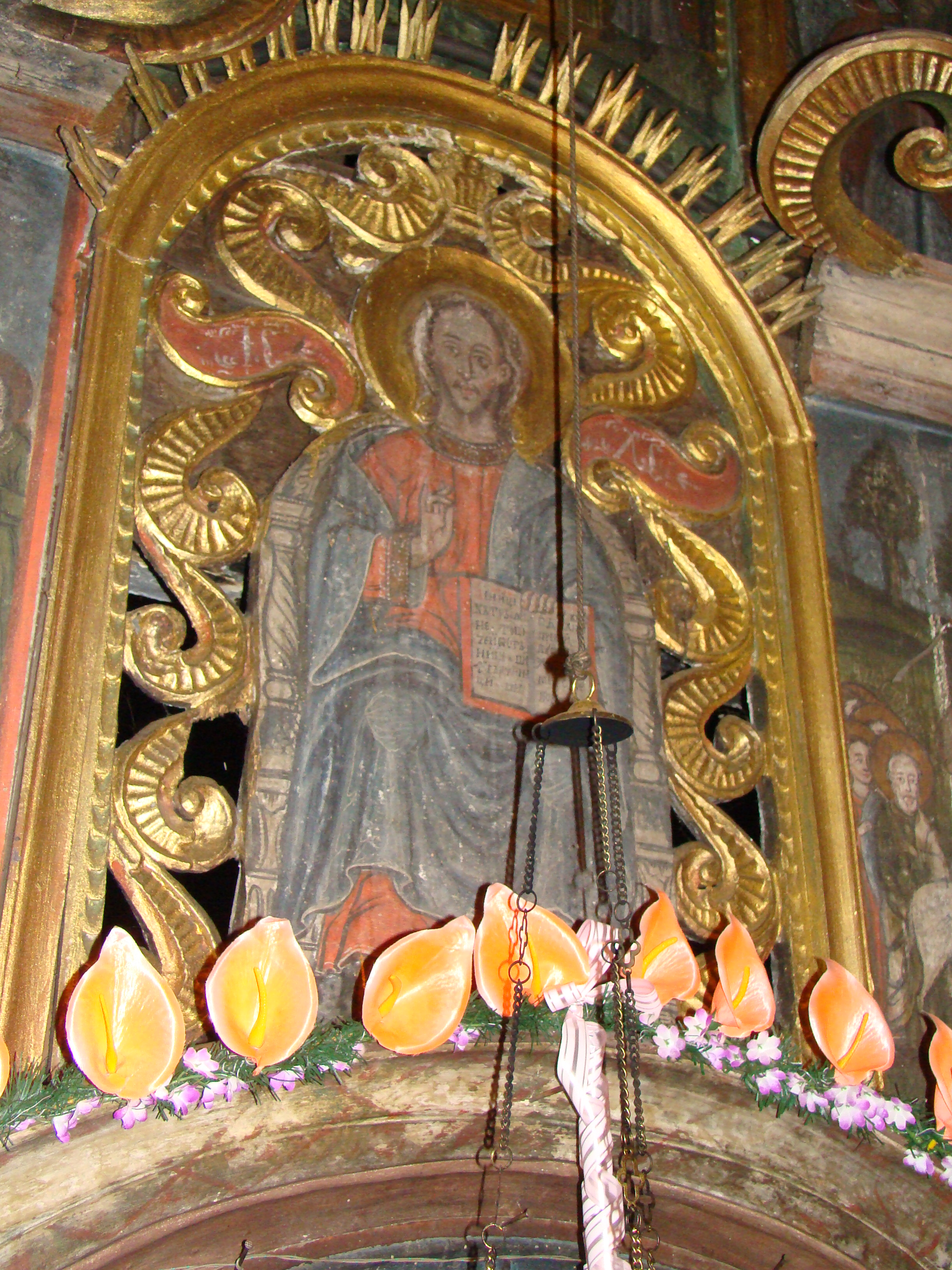

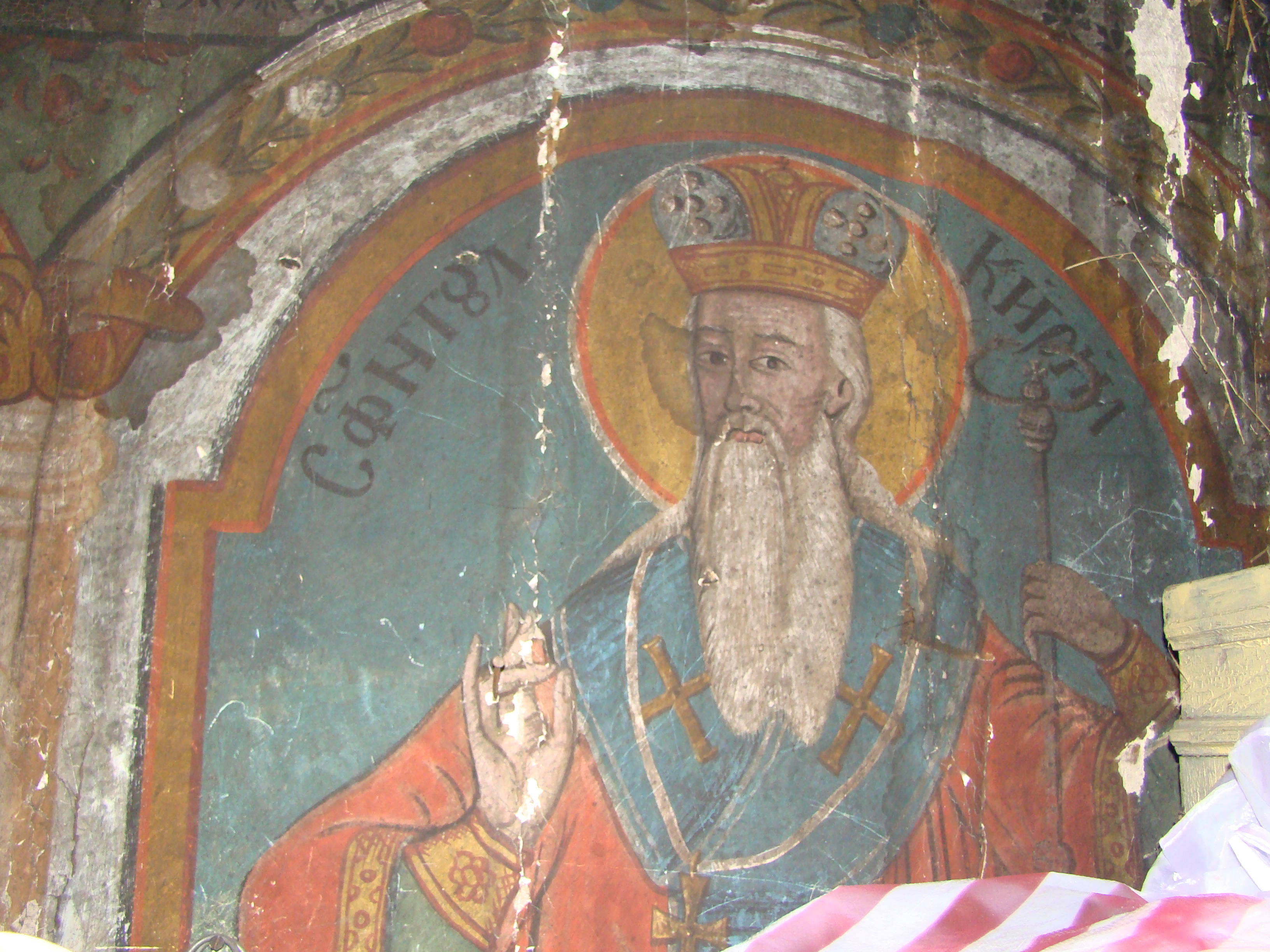

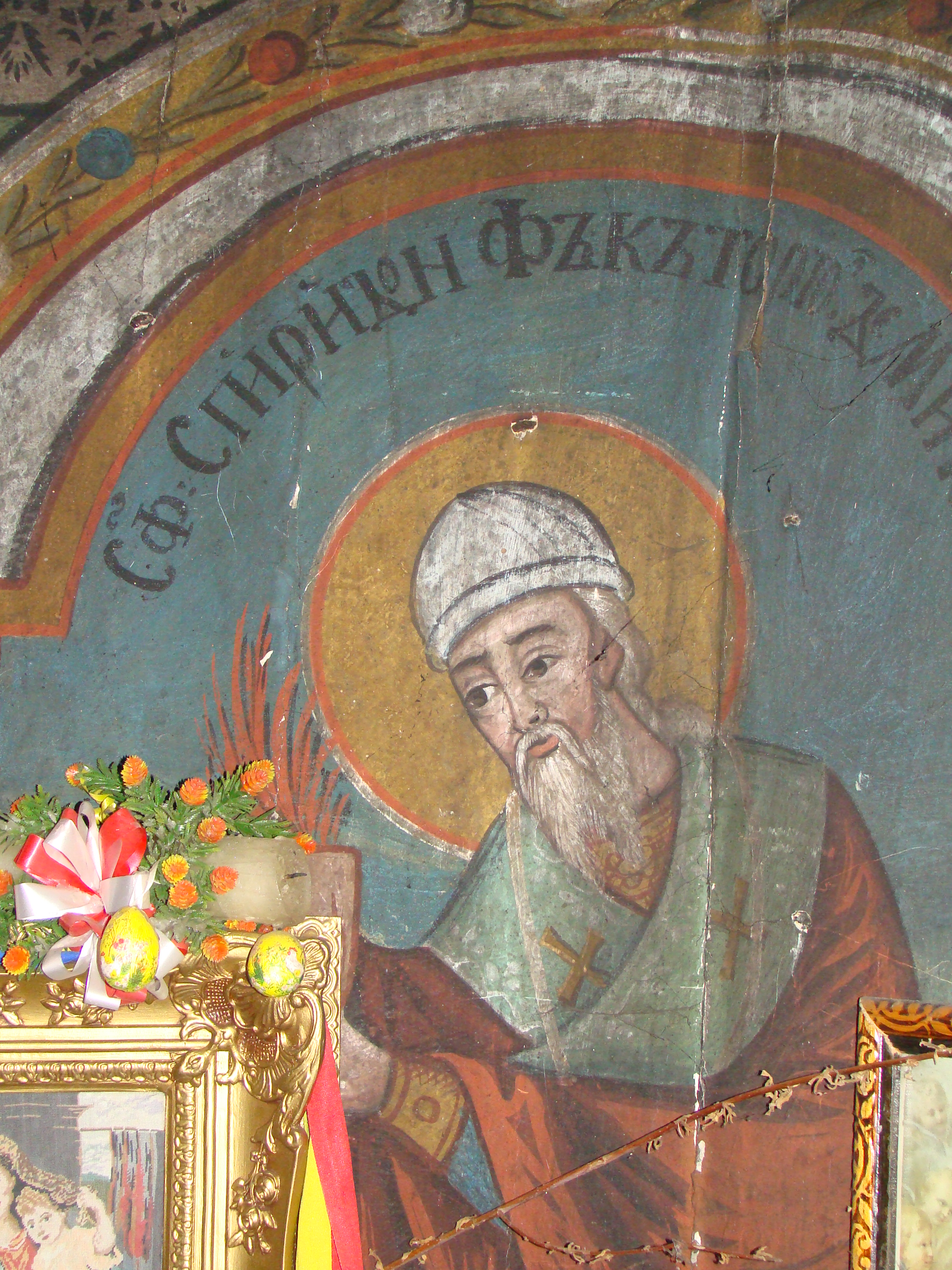

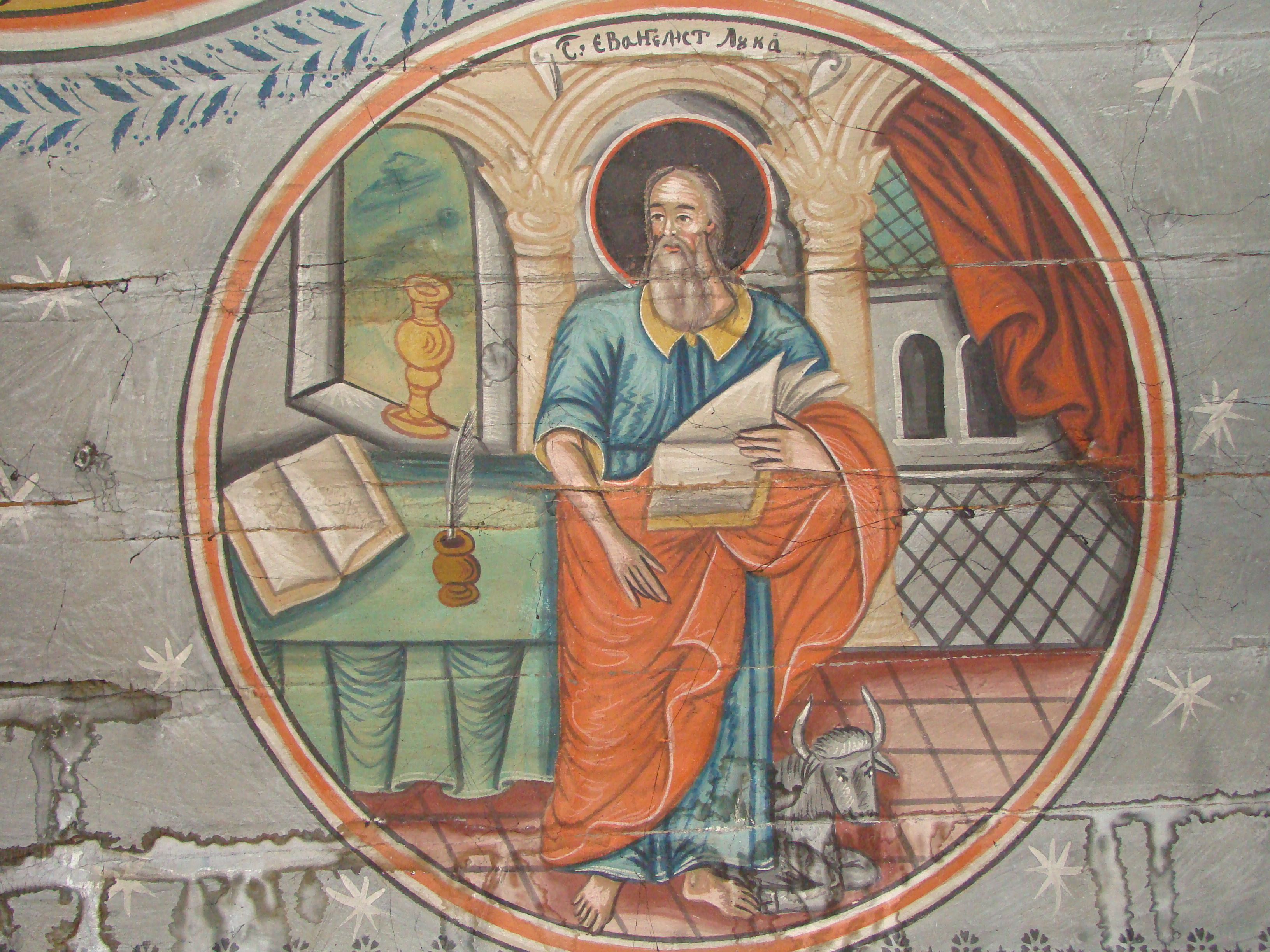

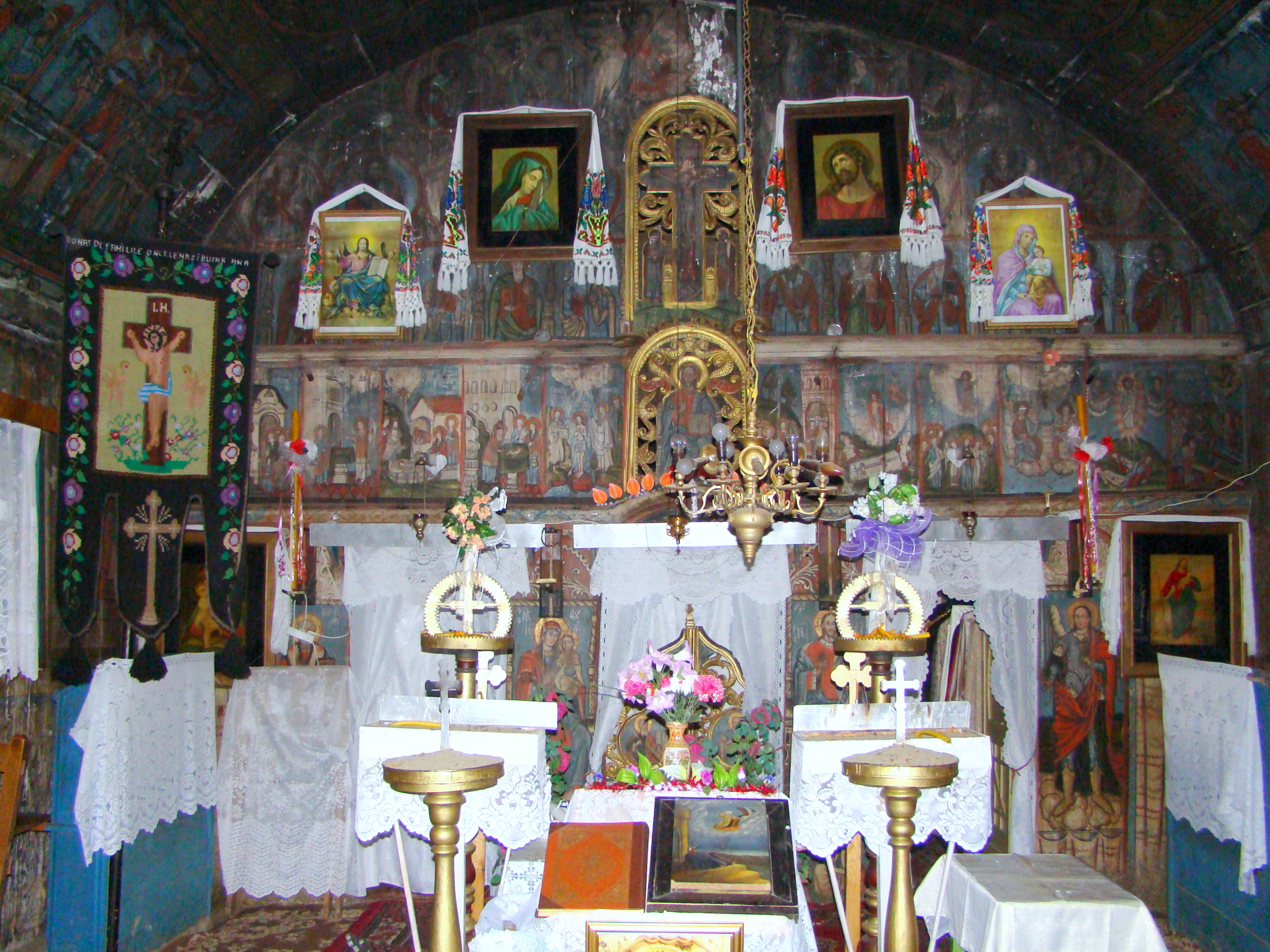

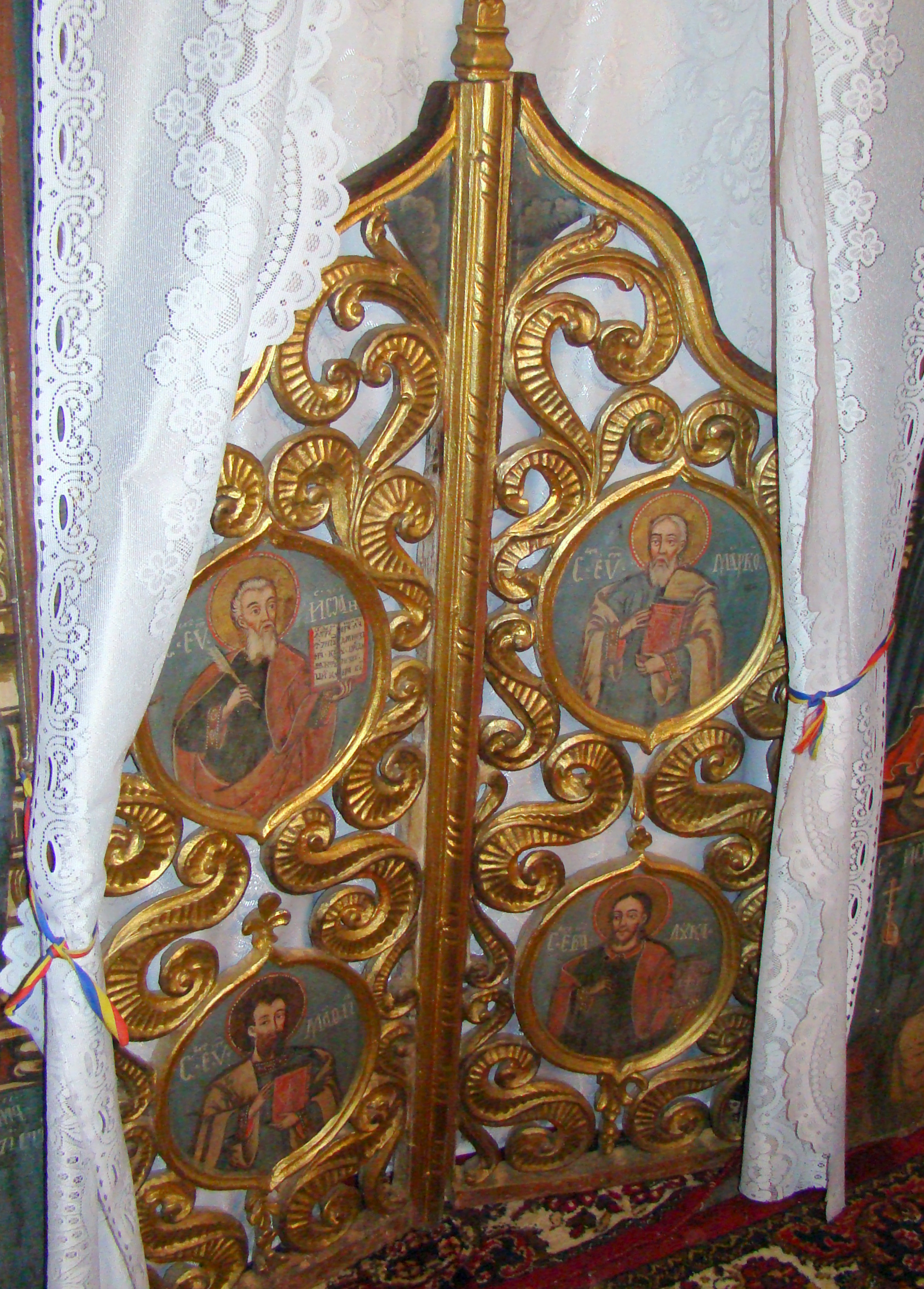

Biserica de lemn din Bodești, comuna Hălmagiu, județul Arad a fost construită în anul 1760 Are hramul „Pogorârea Sfântului Duh”. Biserica se află pe noua listă a monumentelor istorice sub codul LMI:  AR-II-m-B-00589.

## Istoric și trăsături
Biserica ortodoxă de lemn a fost ridicată în anul 1766. A fost mutată pe amplasamentul actual în secolul al XIX-lea, de la o distanță de circa 500 m. În anul 1889 acoperișul din șindrilă a fost înlocuit cu unul din tablă. Acoperișul a fost reparat în anii 1917, 1938, 1957. În interiorul bisericii sunt zugrăvite atât iconostasul, cât și pereții, în anul 1831, potrivit unei însemnări aflate deasupra ușii de intrare în biserică: „Zugrăvitus-au această sfântă biserică în anul 1831 și prin stăruința protopopului de Hălmagiu. Nicolae Adamovici și paroh Butar Nicolae și chitori Butar Lazăr, Butar Petru, Săda Toader, Lupea Nicolae. Zugrav Ioan Demetrovici”. Unele icoane au o vechime de trei secole. 
În curtea bisericii își dorm somnul de veci câteva personalități marcante ale vieții culturale din ținuturile arădene, cum sunt Nicolae Butariu și profesorul Traian Mager (1887–1950), monograful regiunii Hălmagiului.

## Imagini din exterior

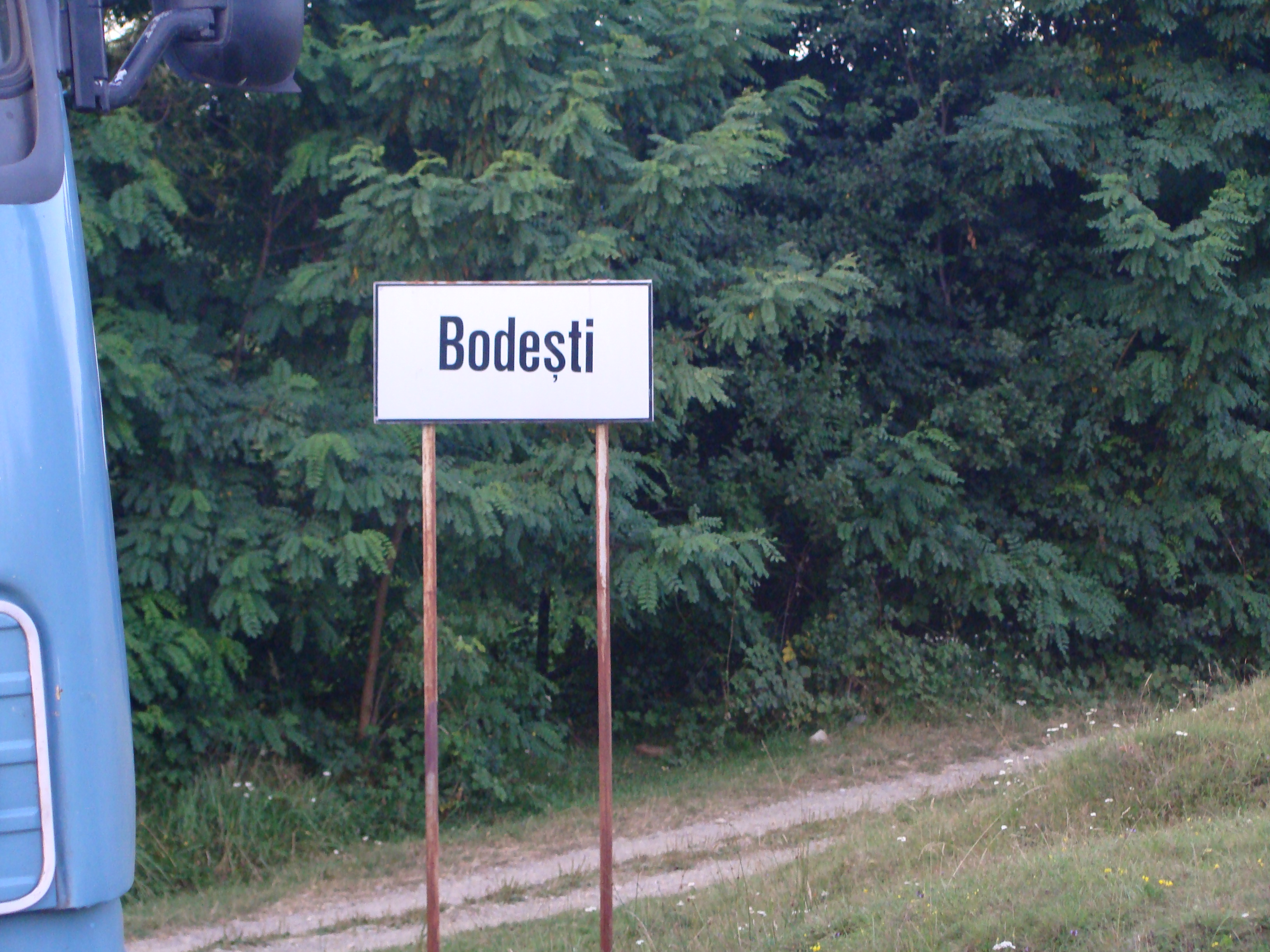
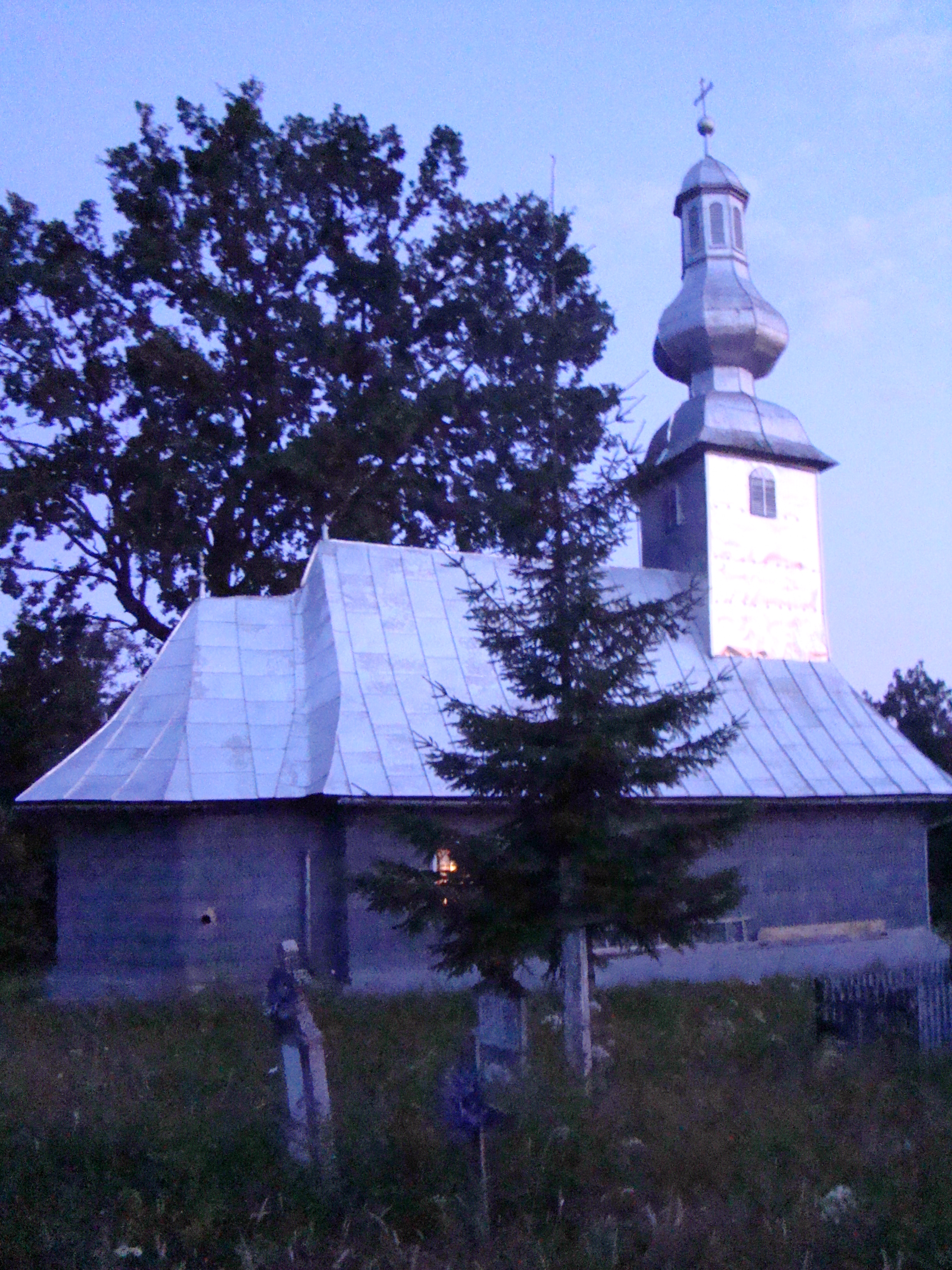
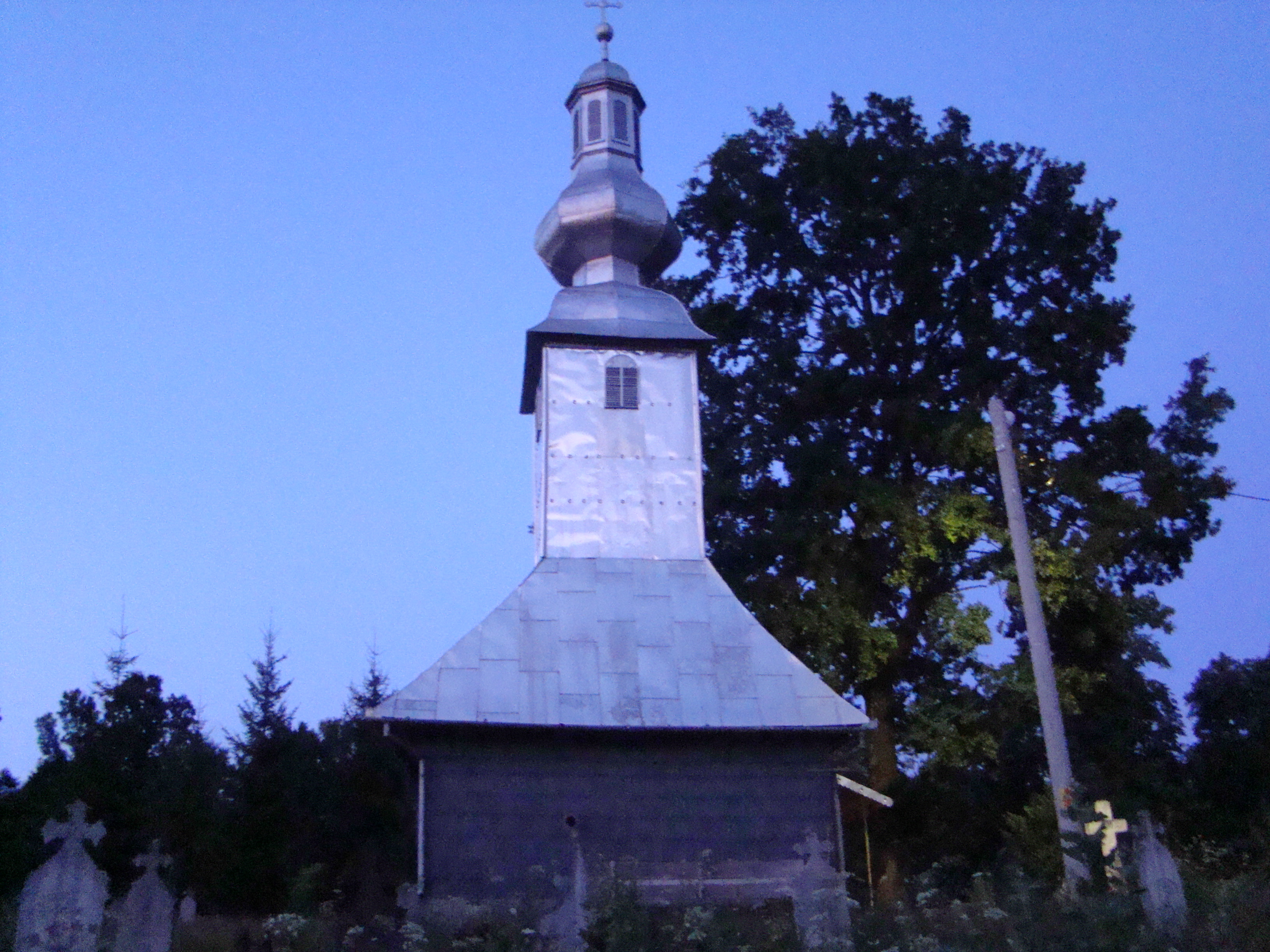
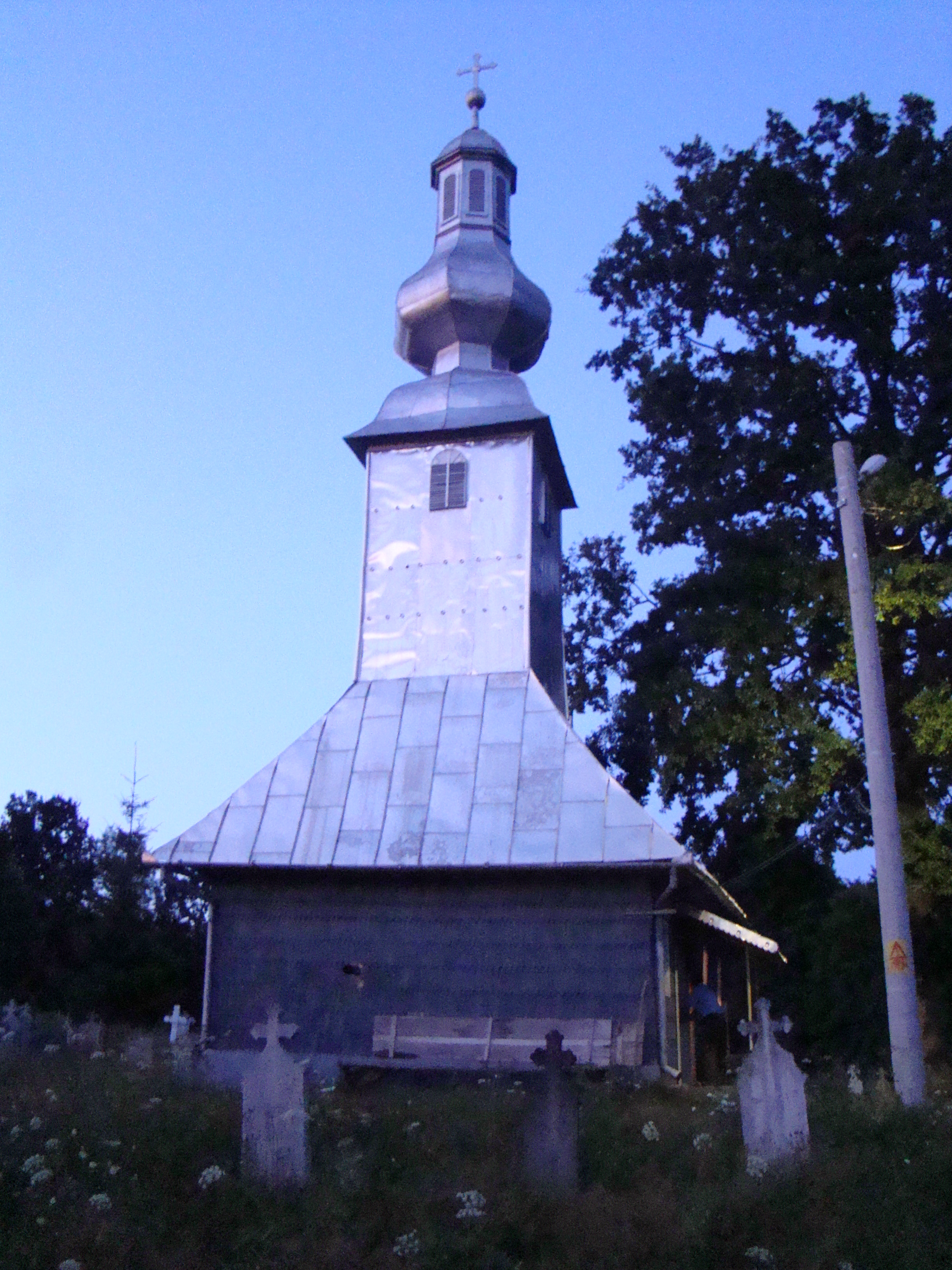
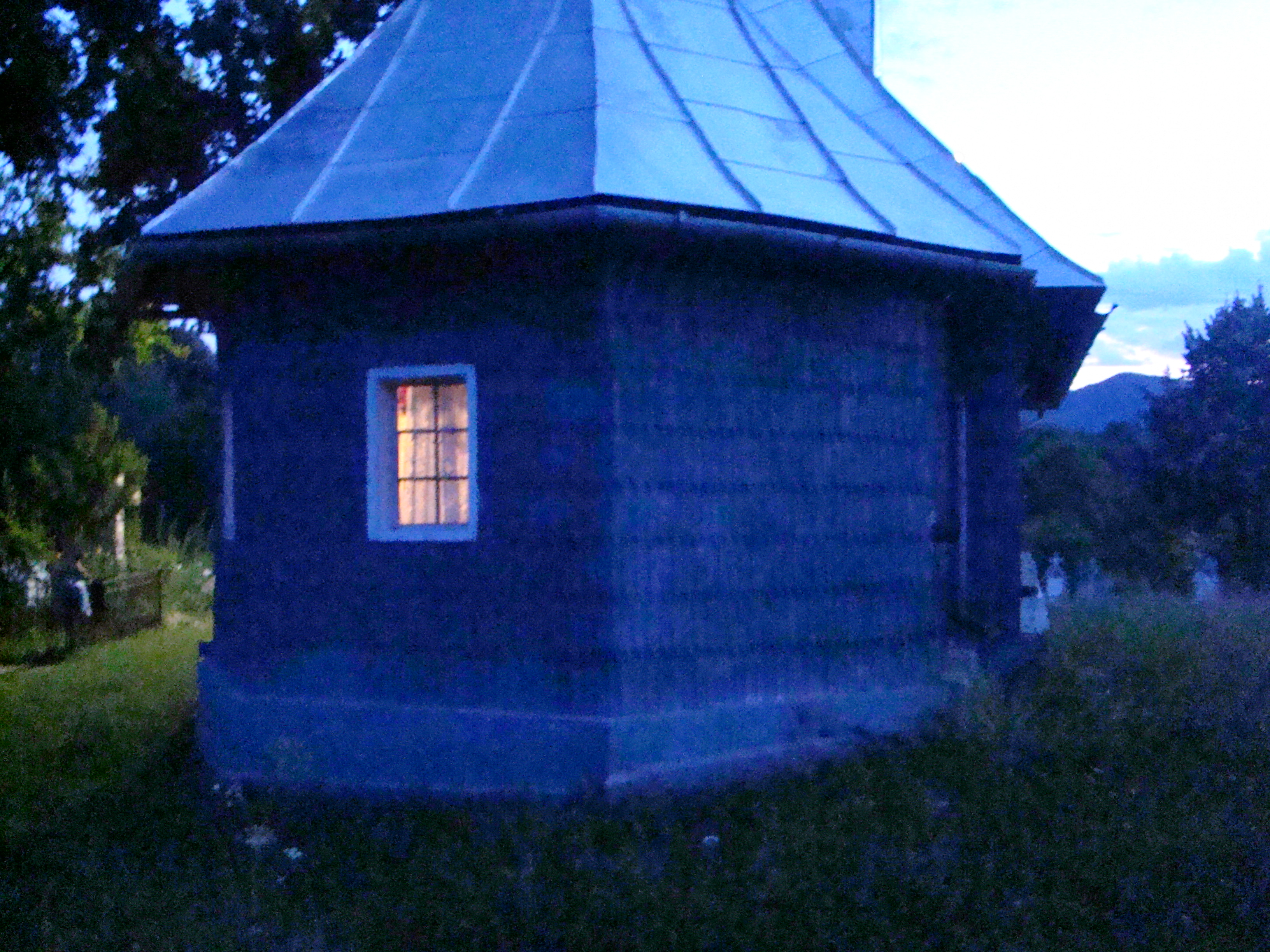

## Imagini din interior

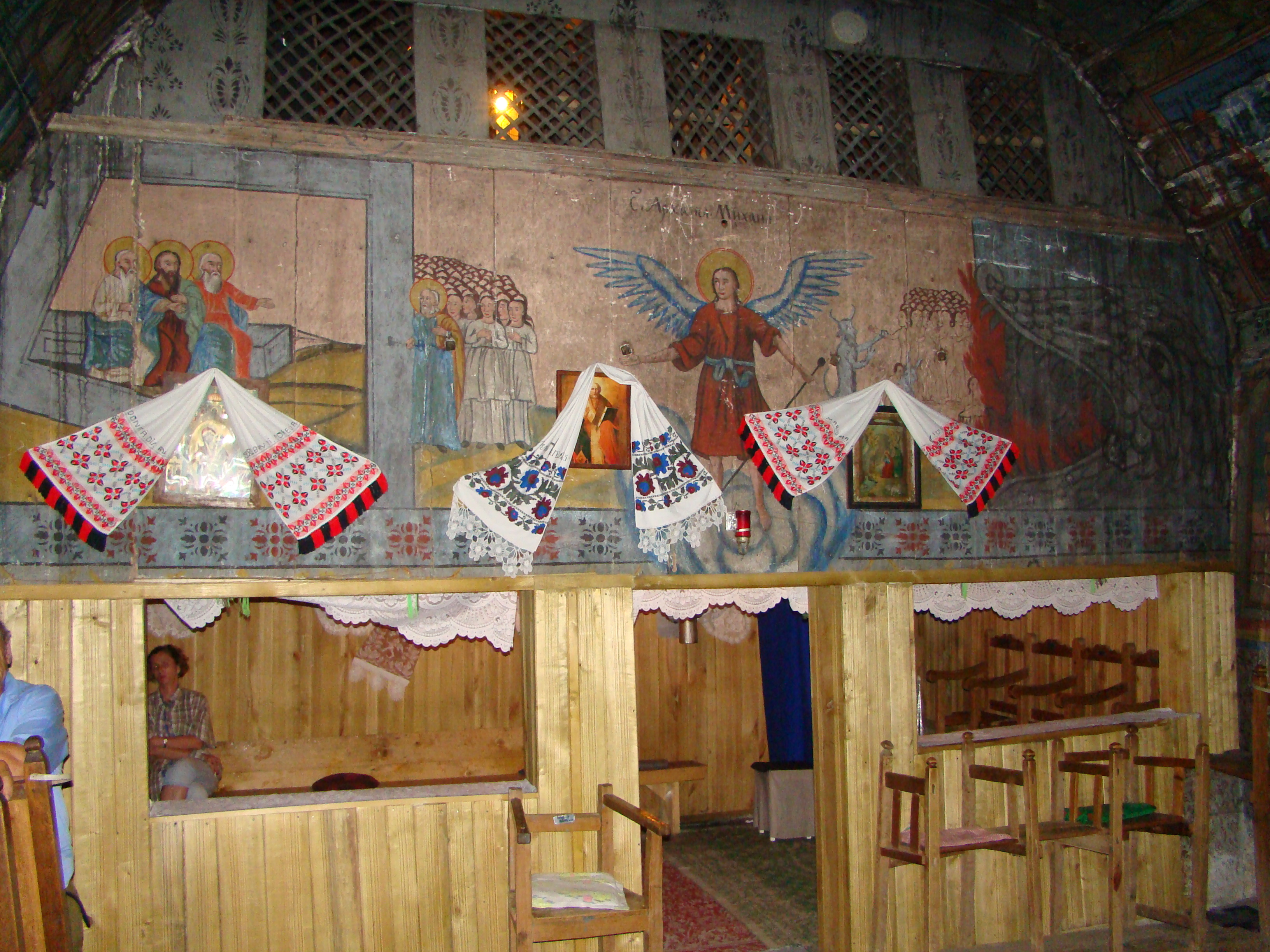
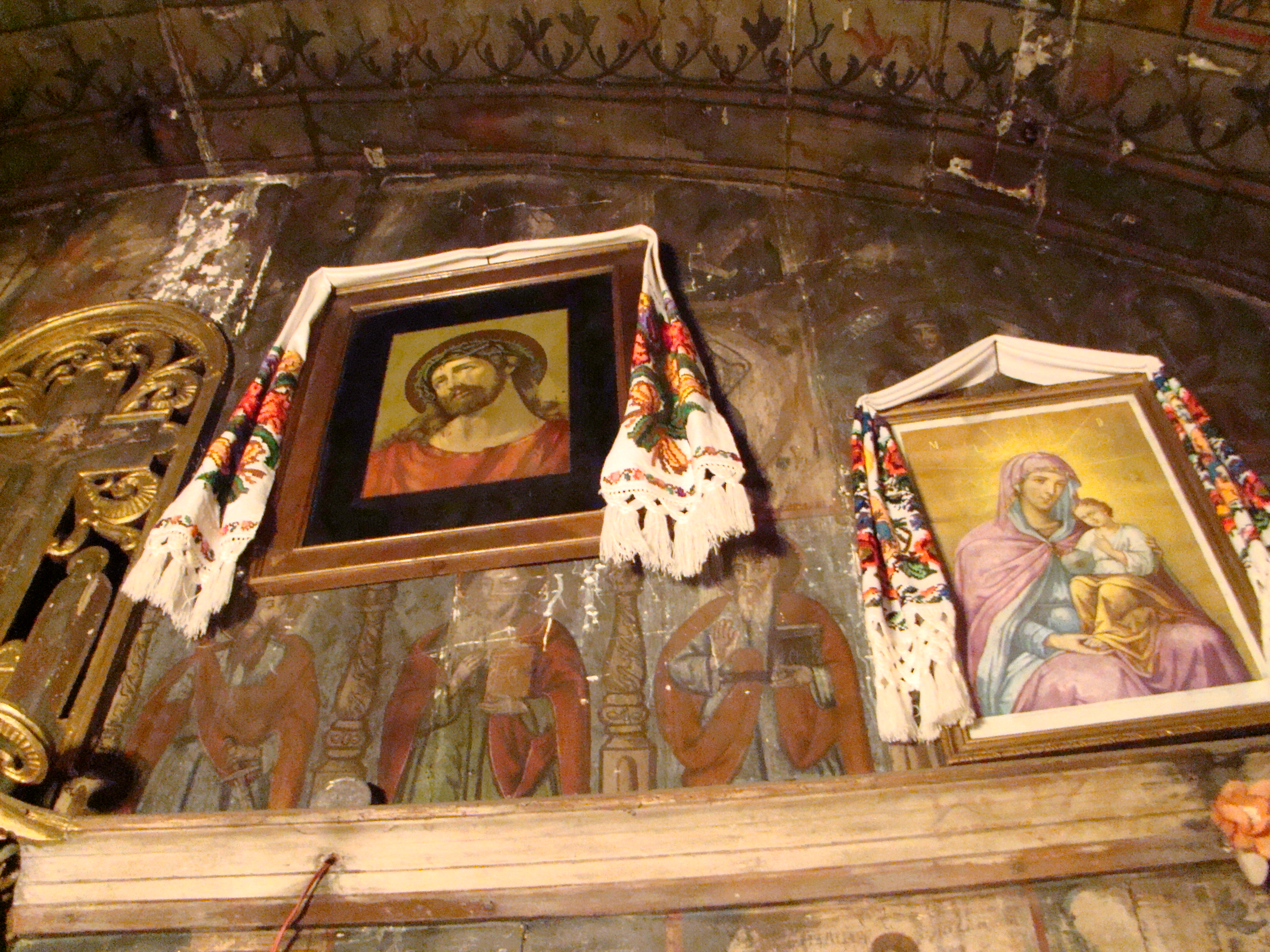
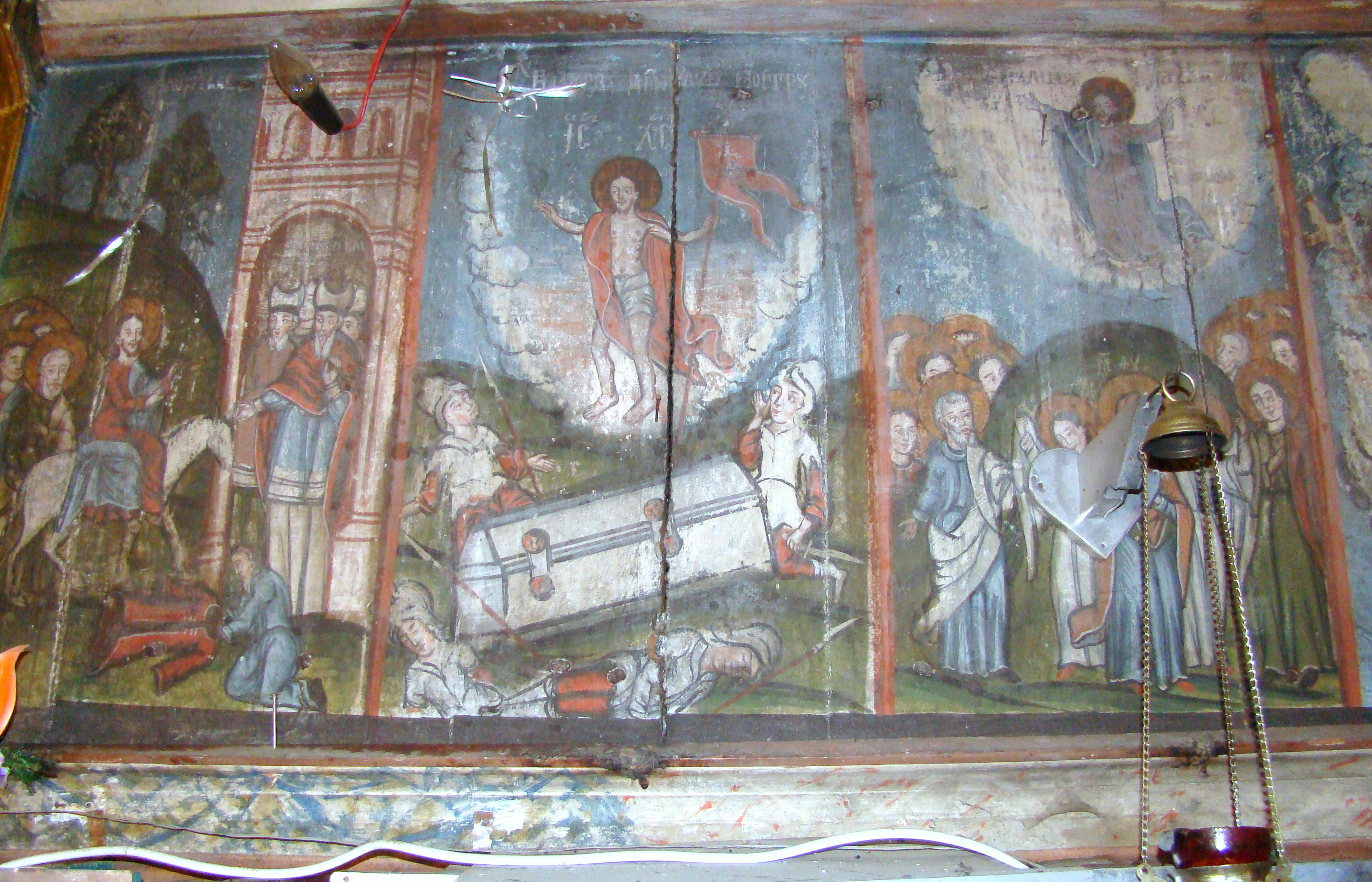
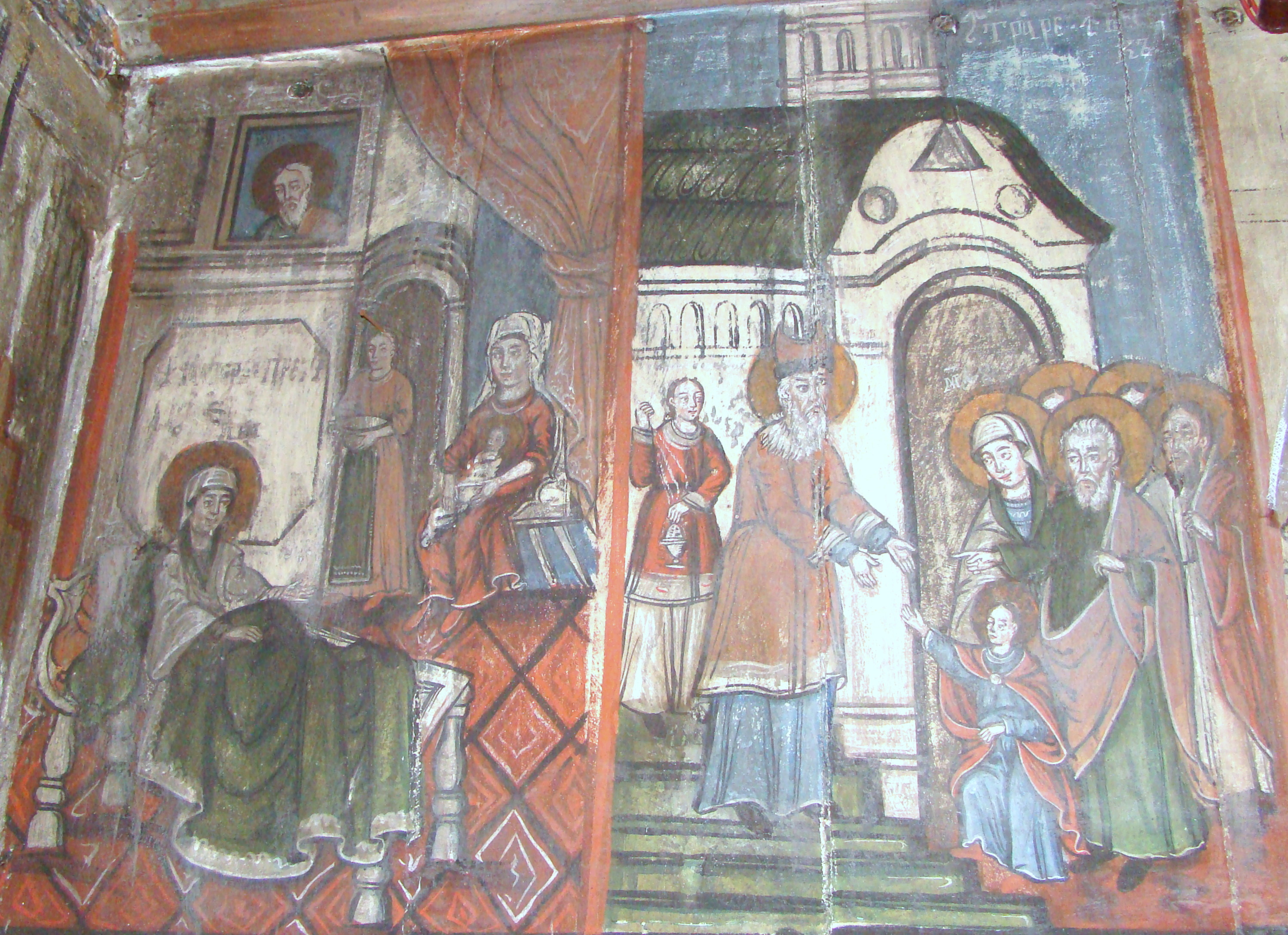
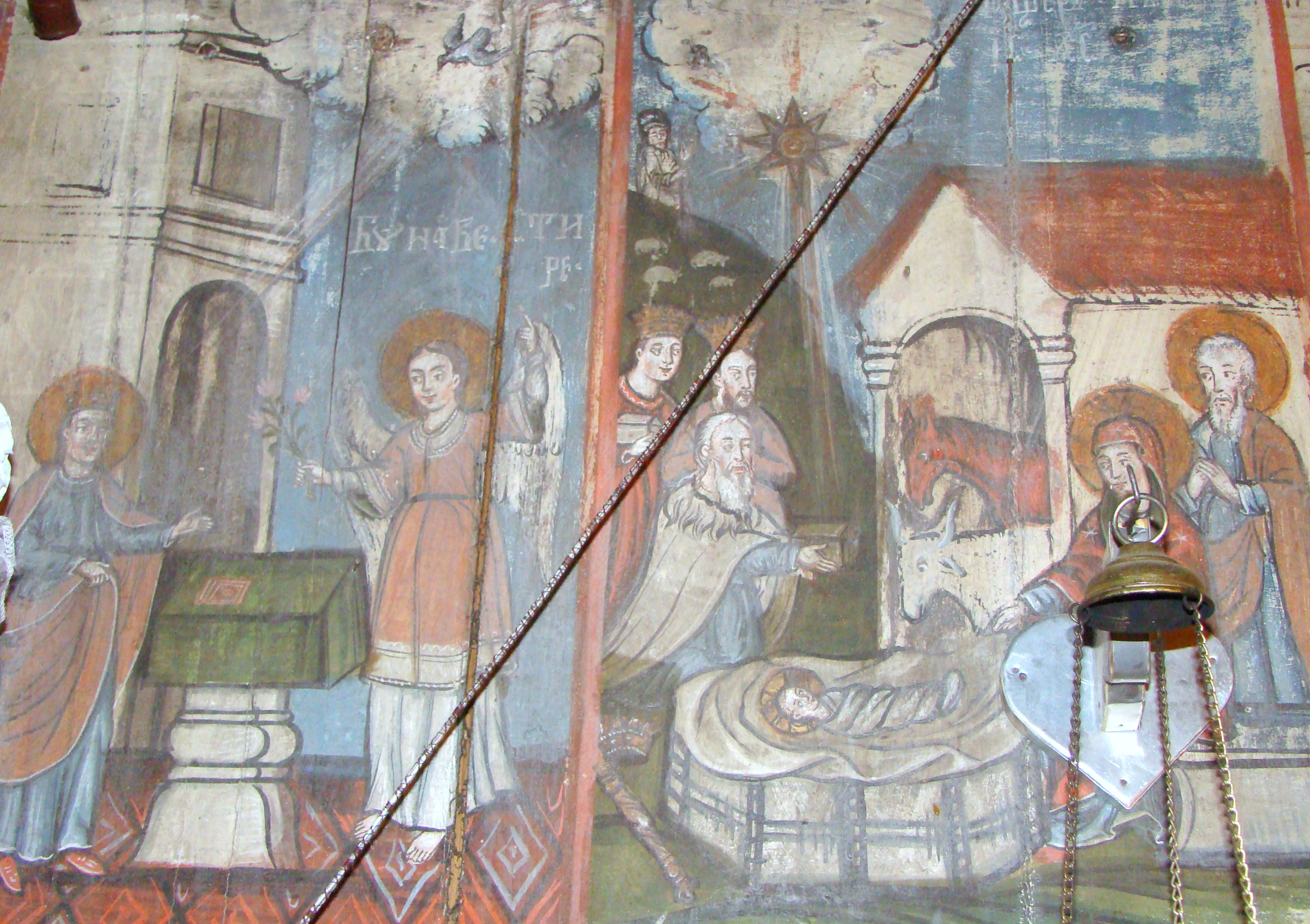
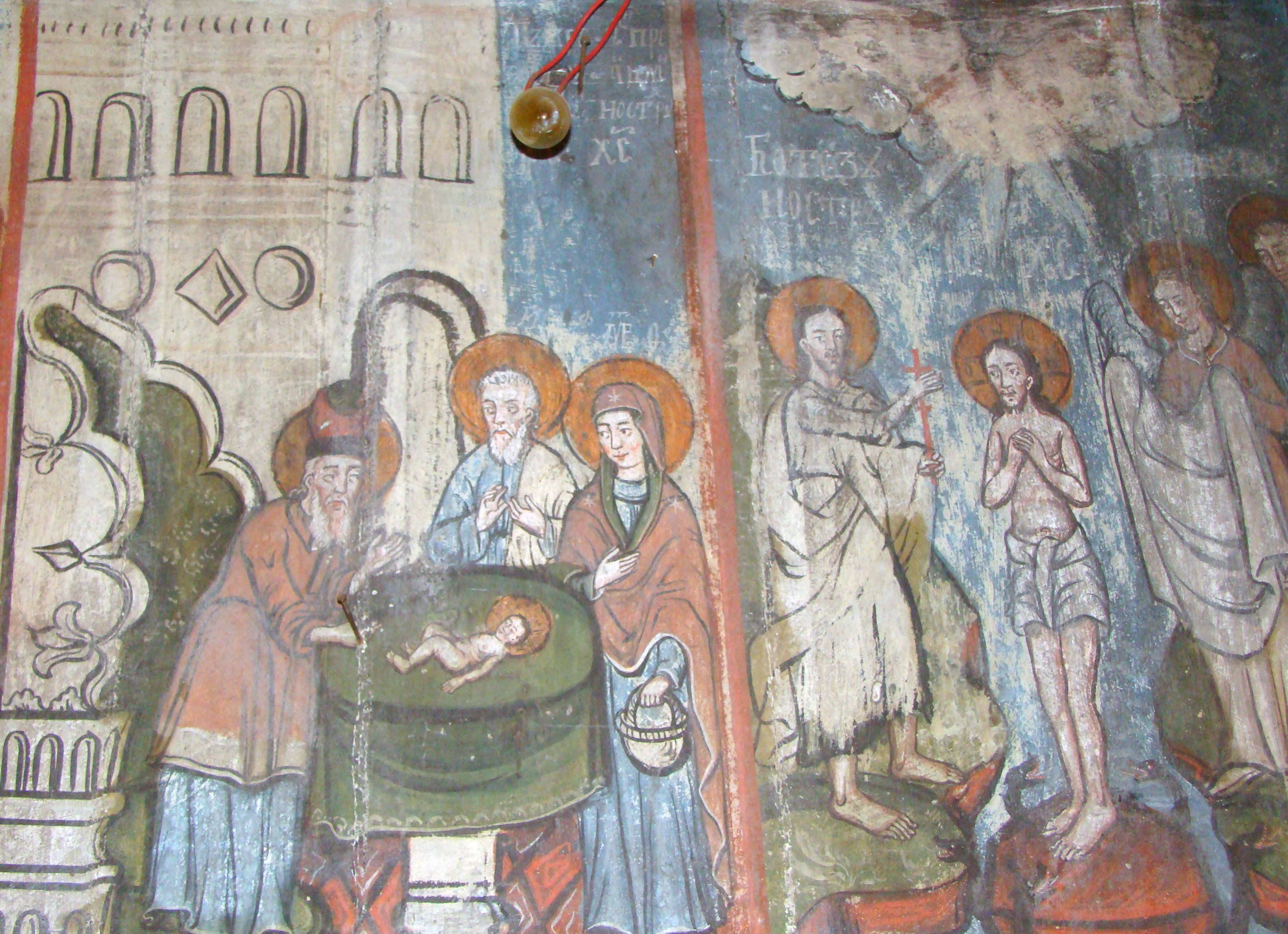
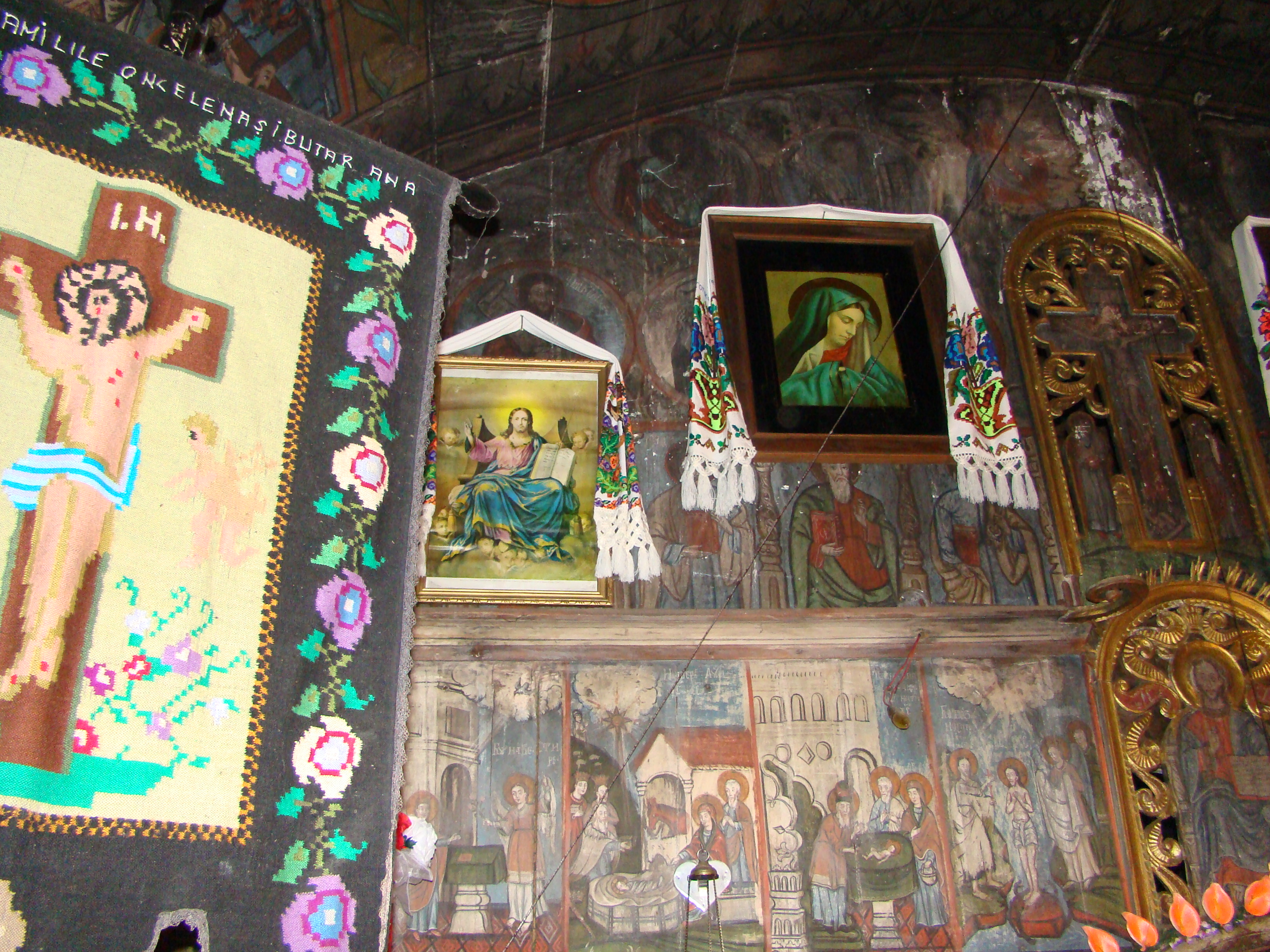
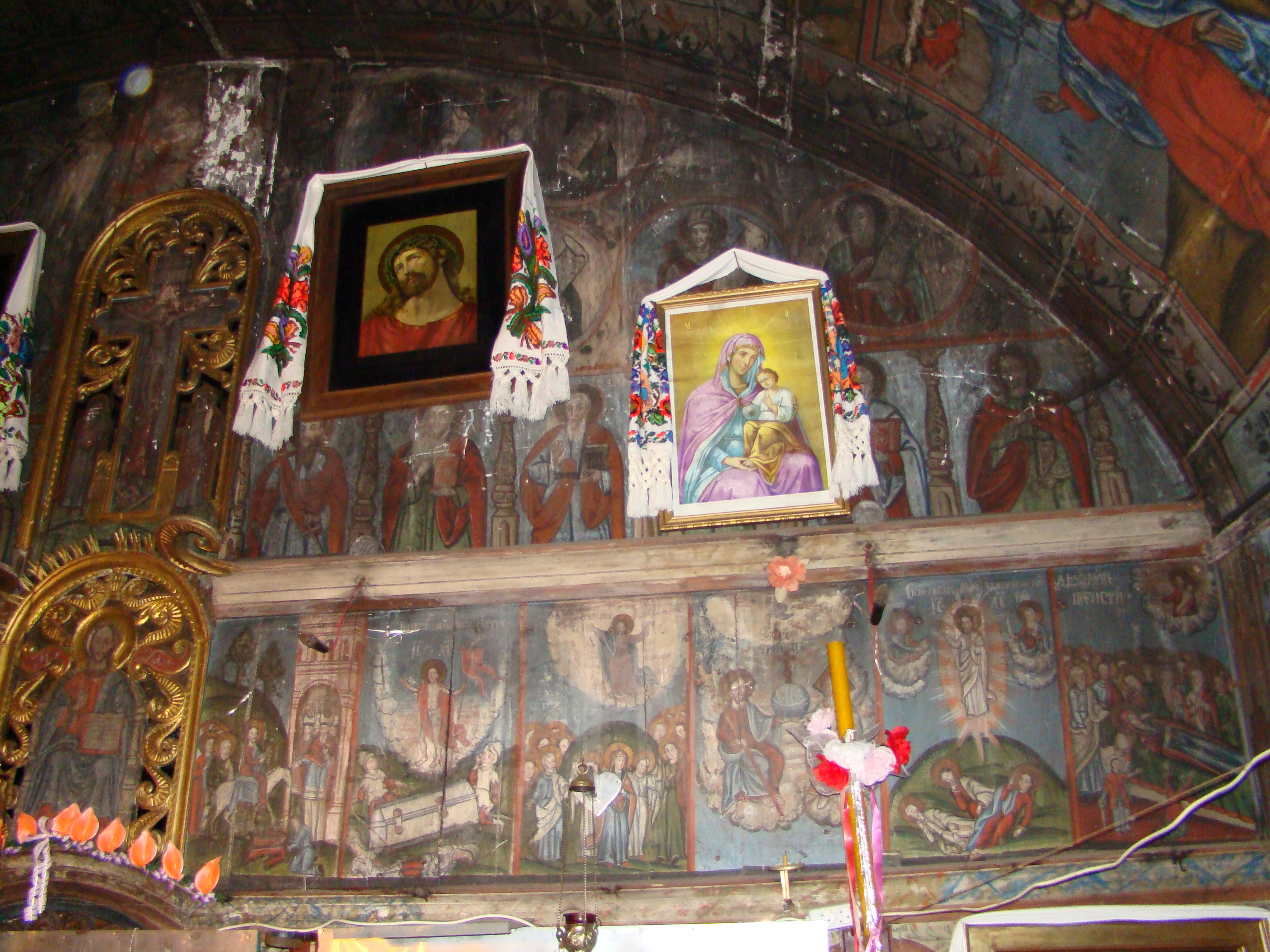
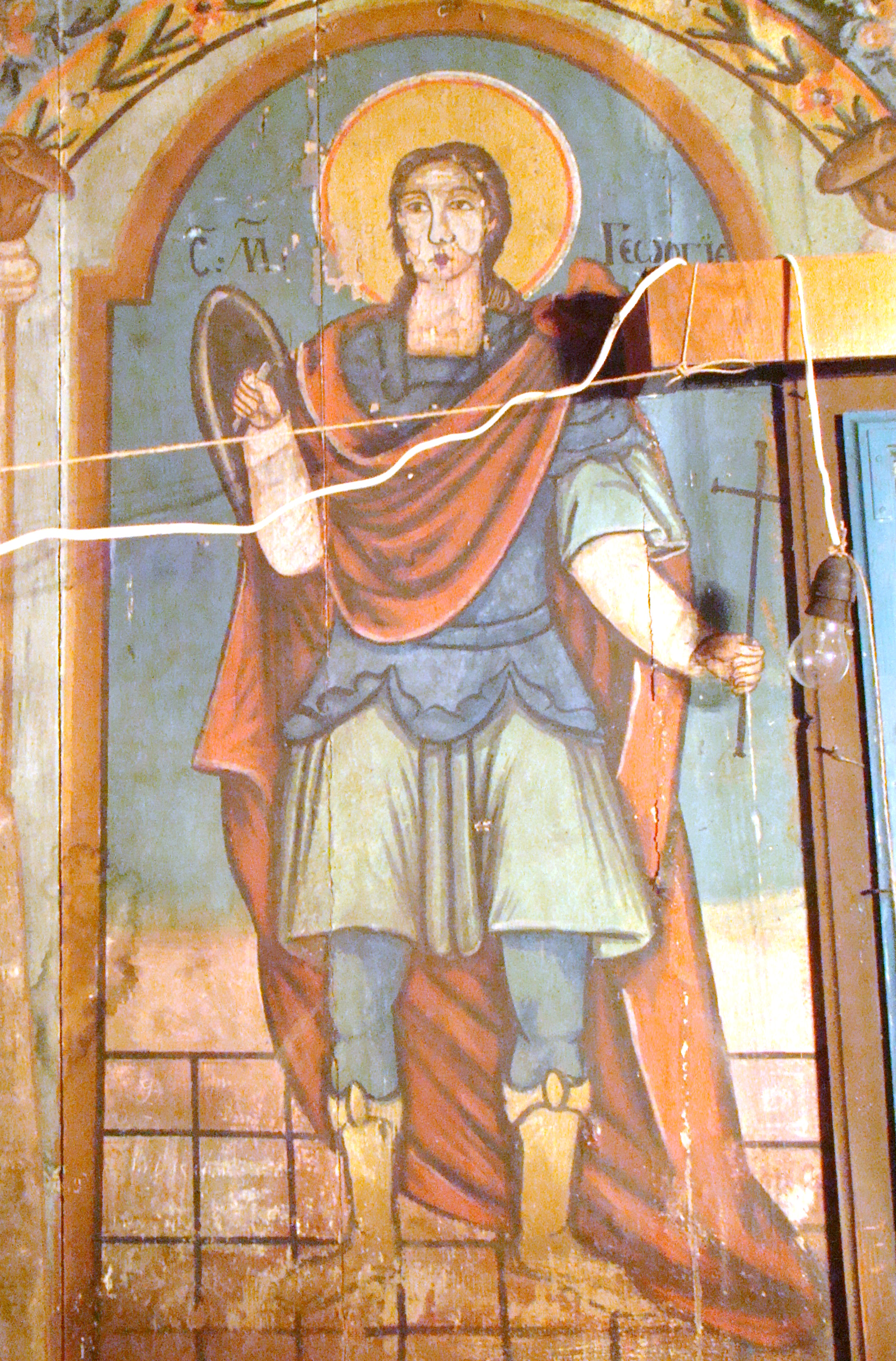
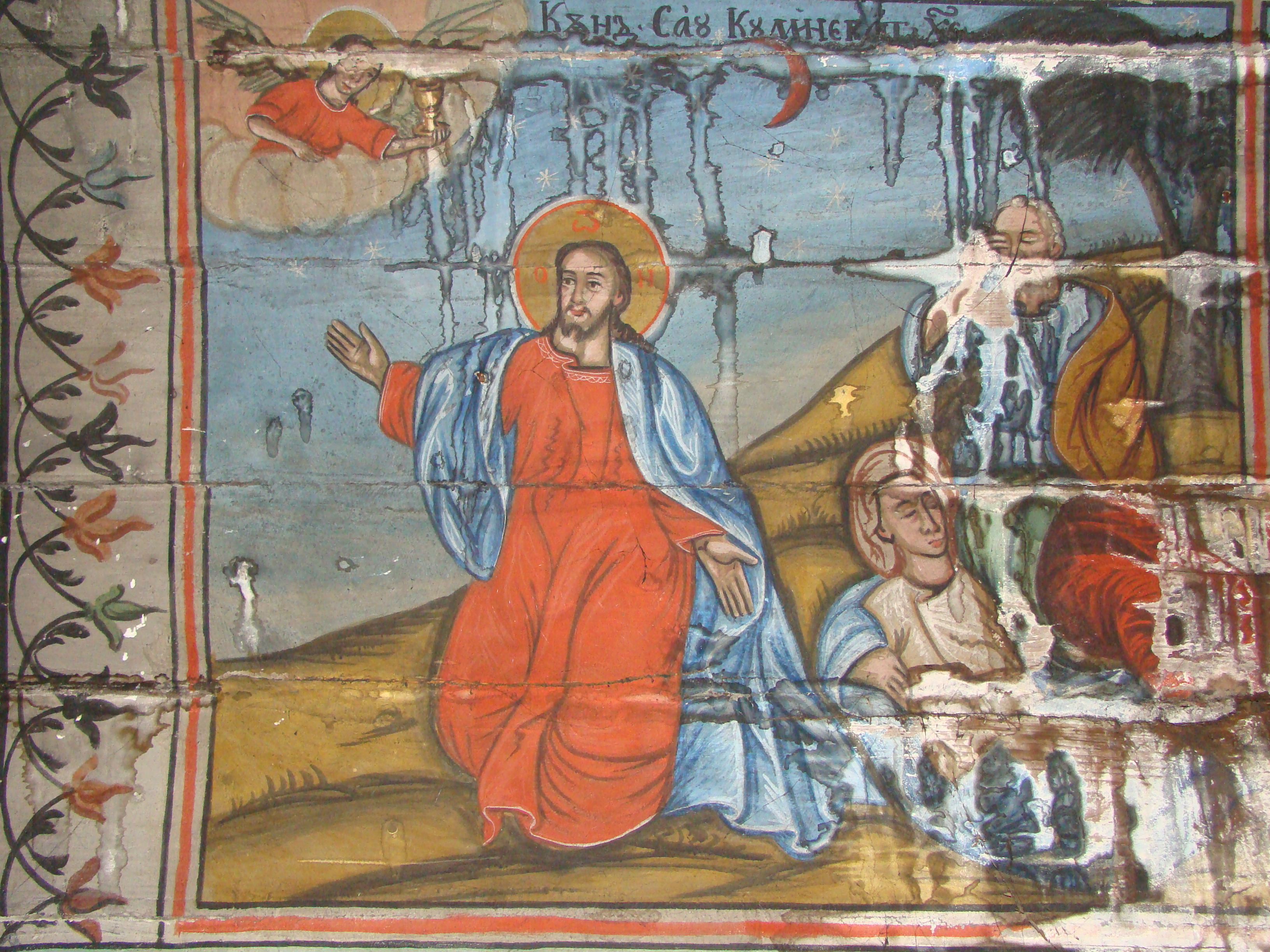
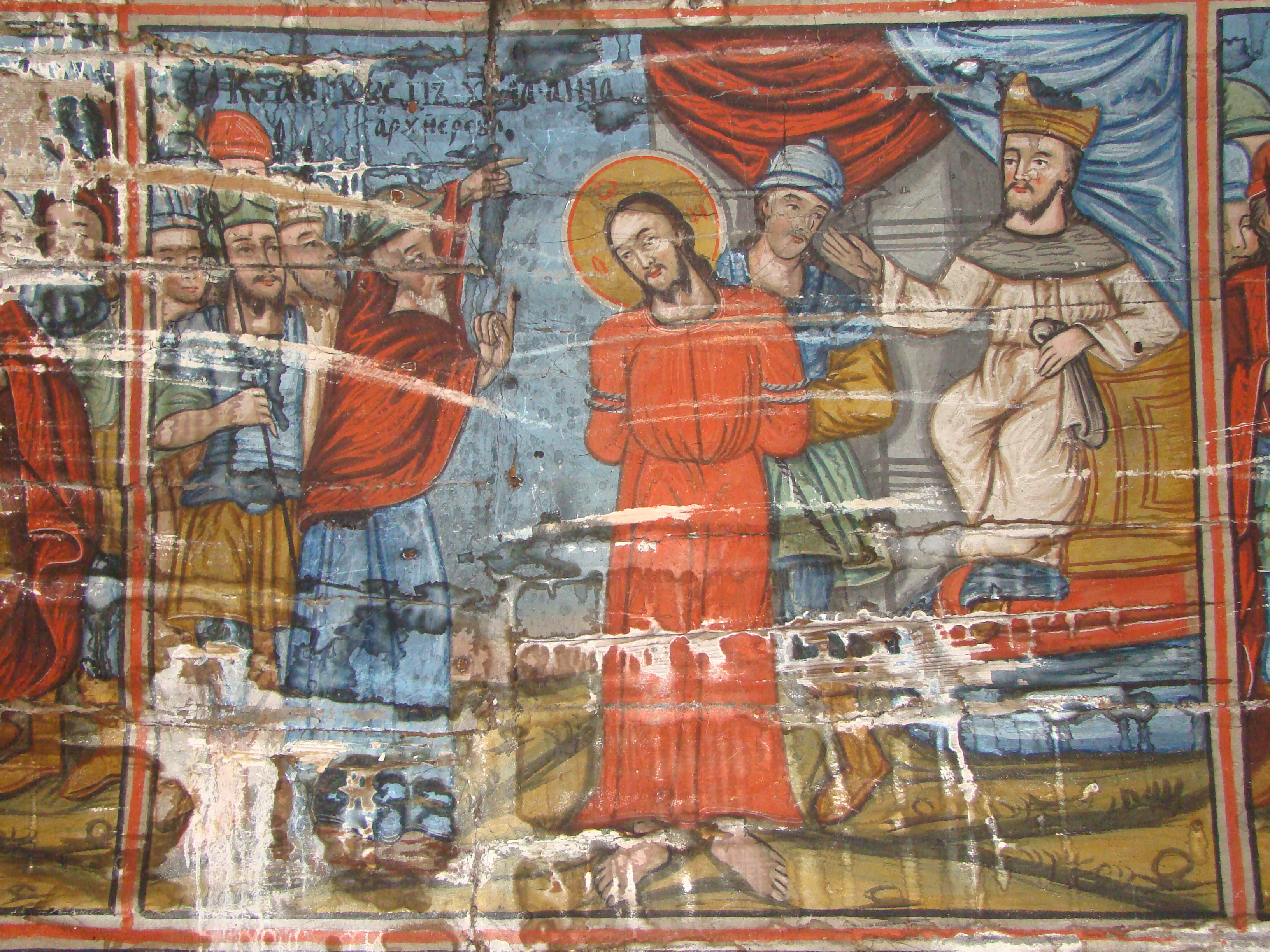
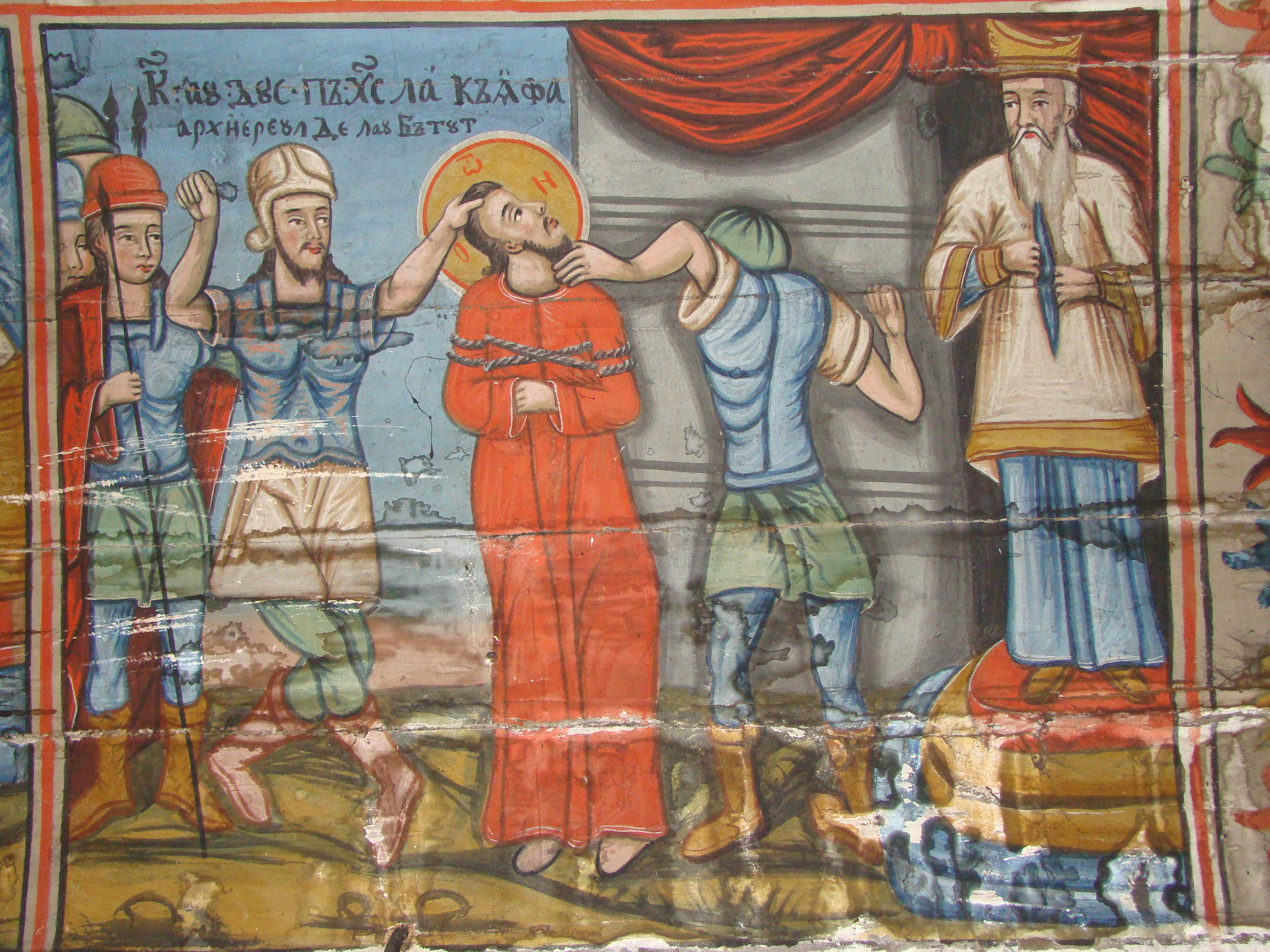
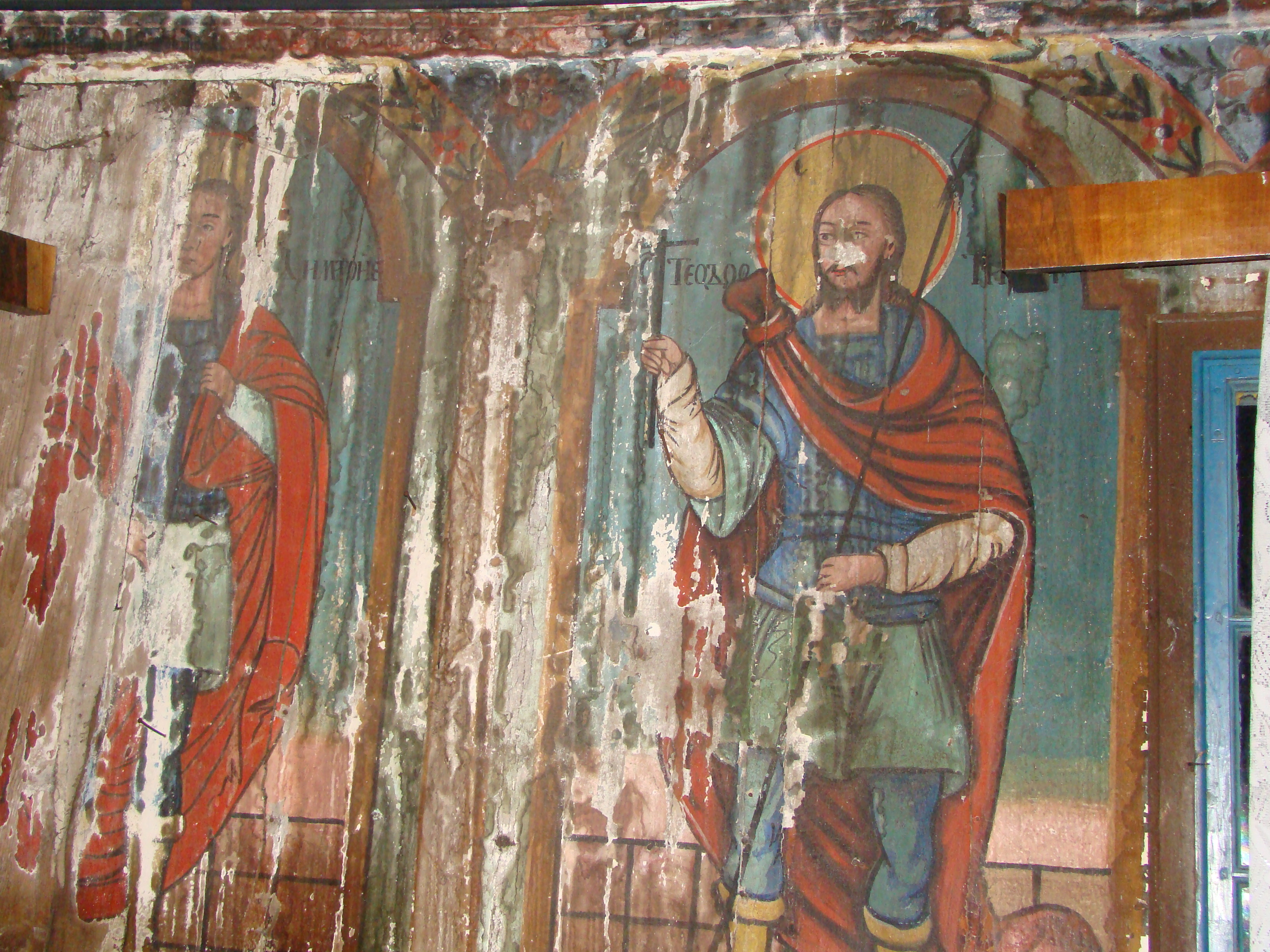
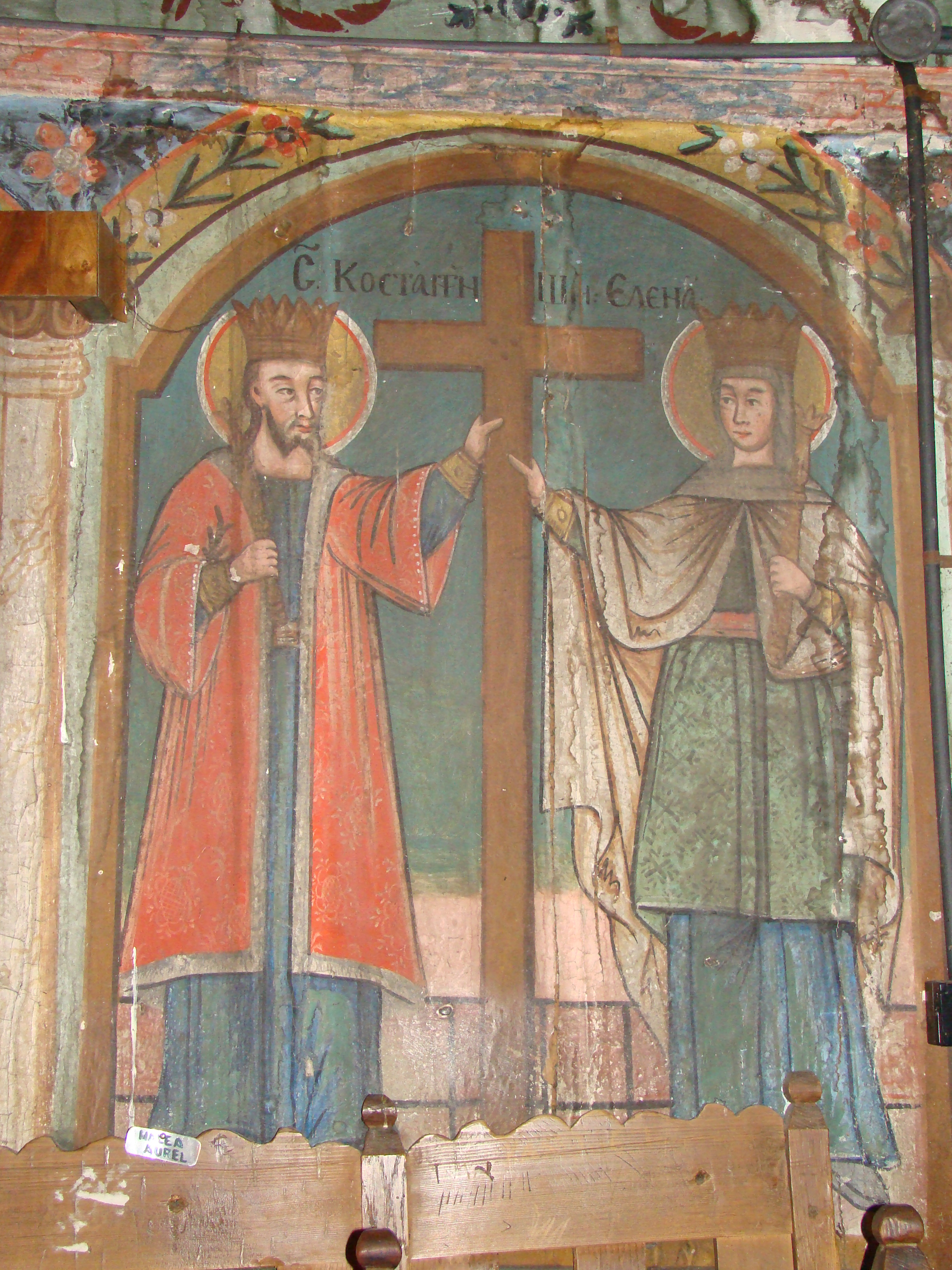
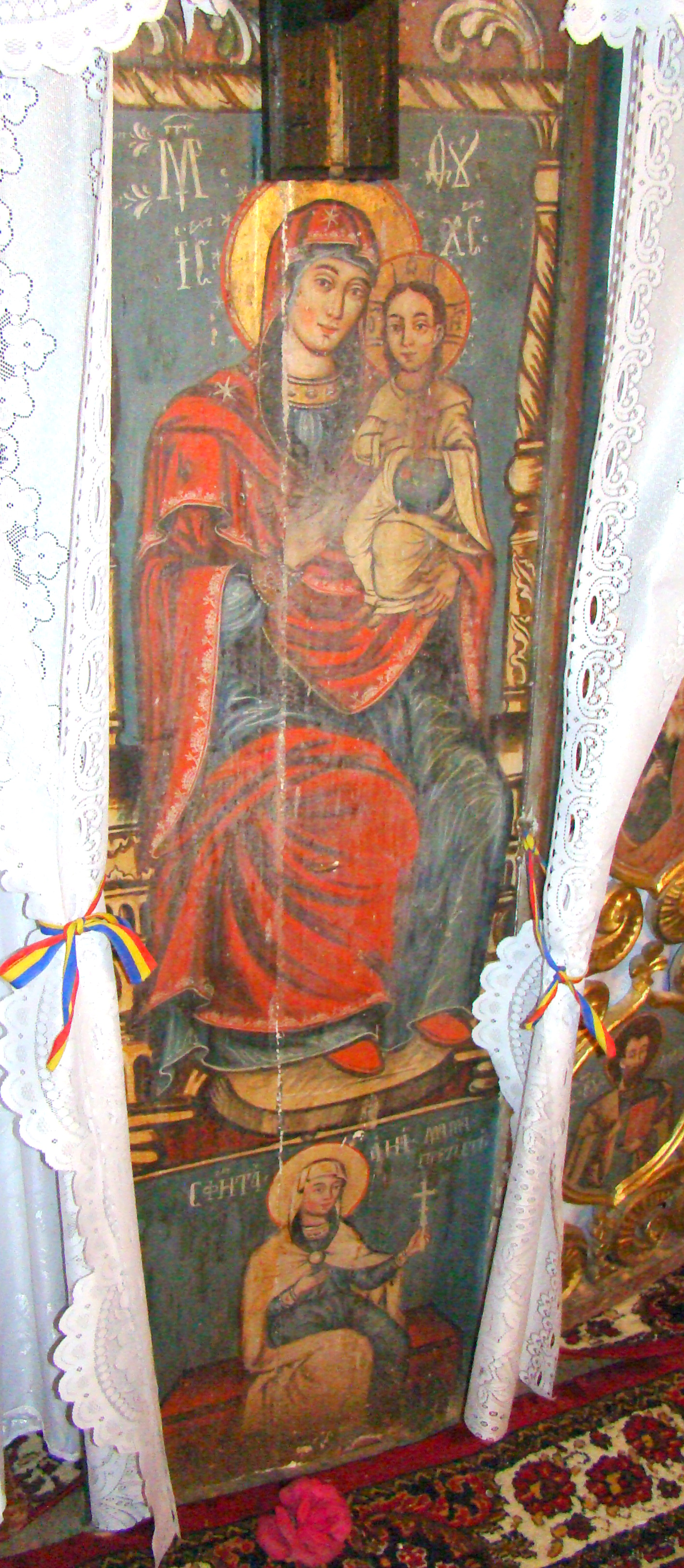
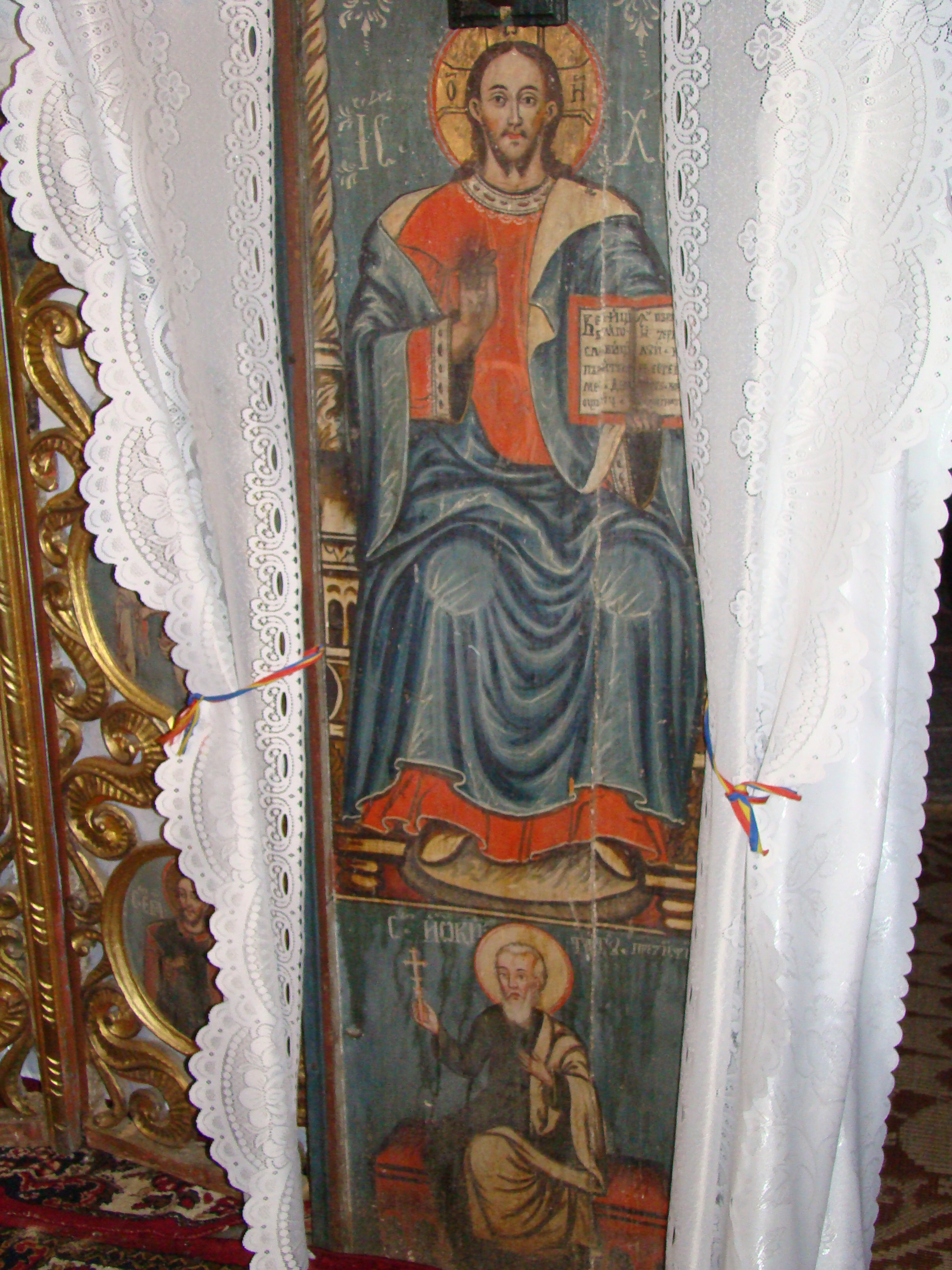
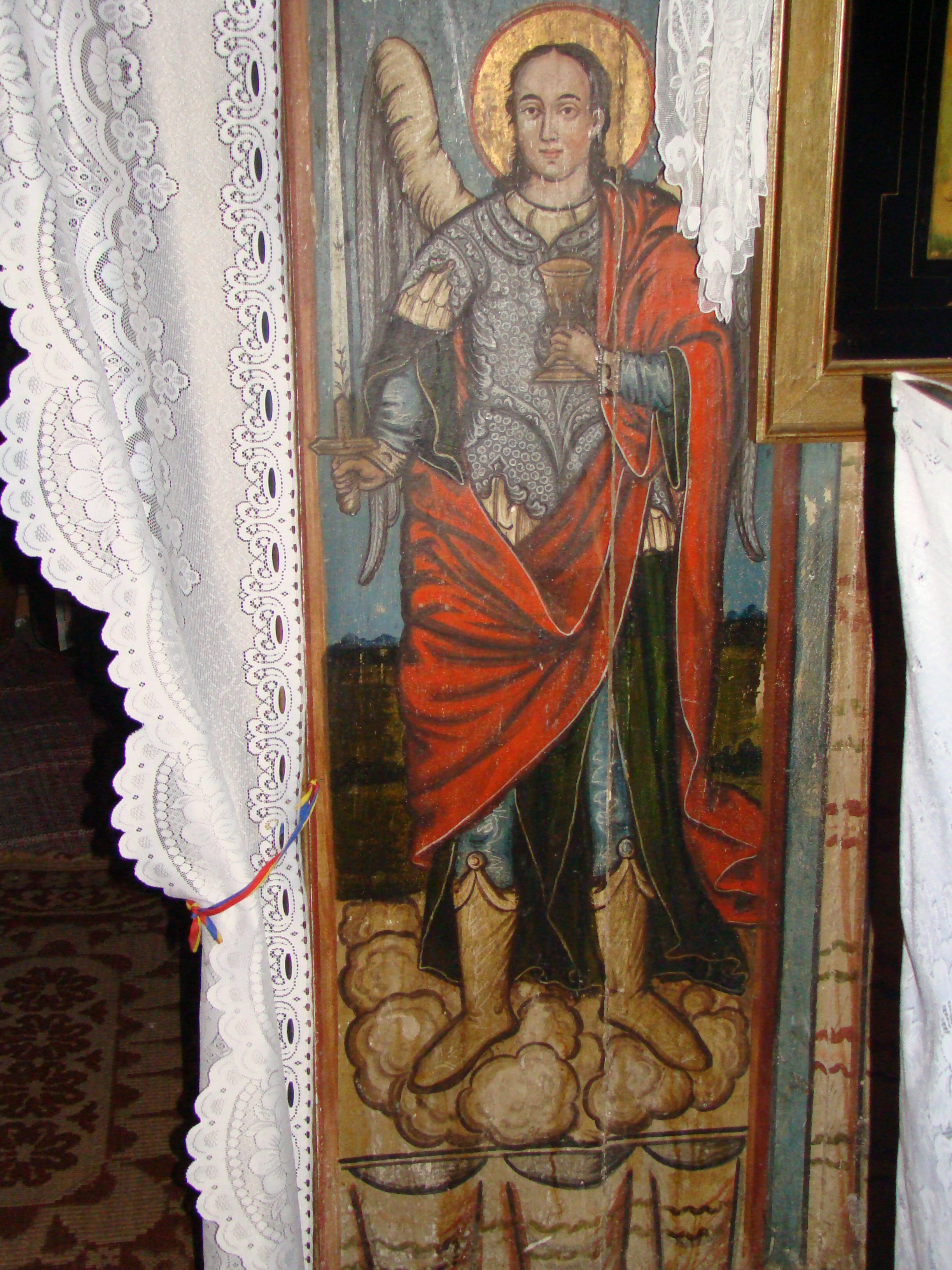
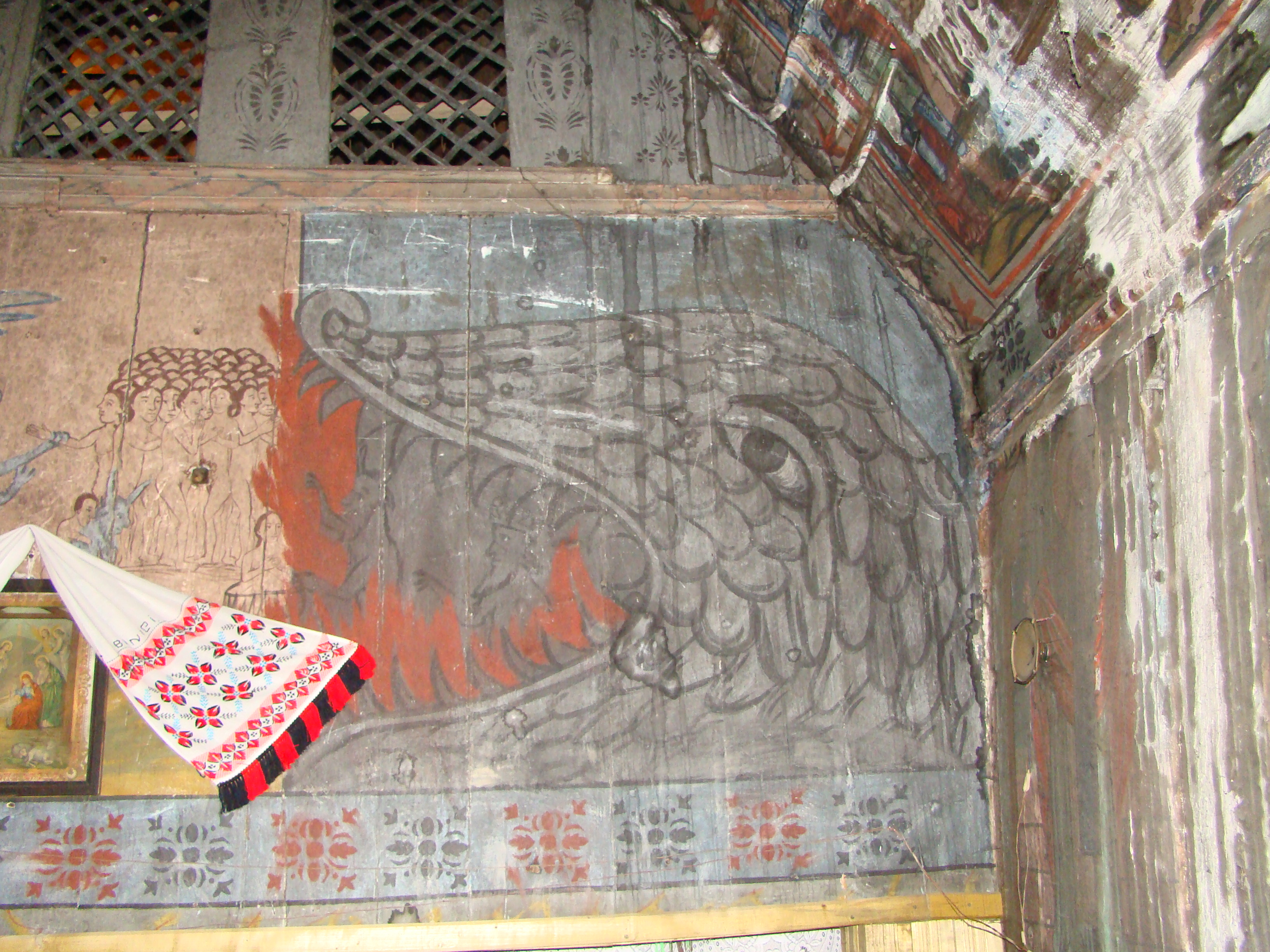
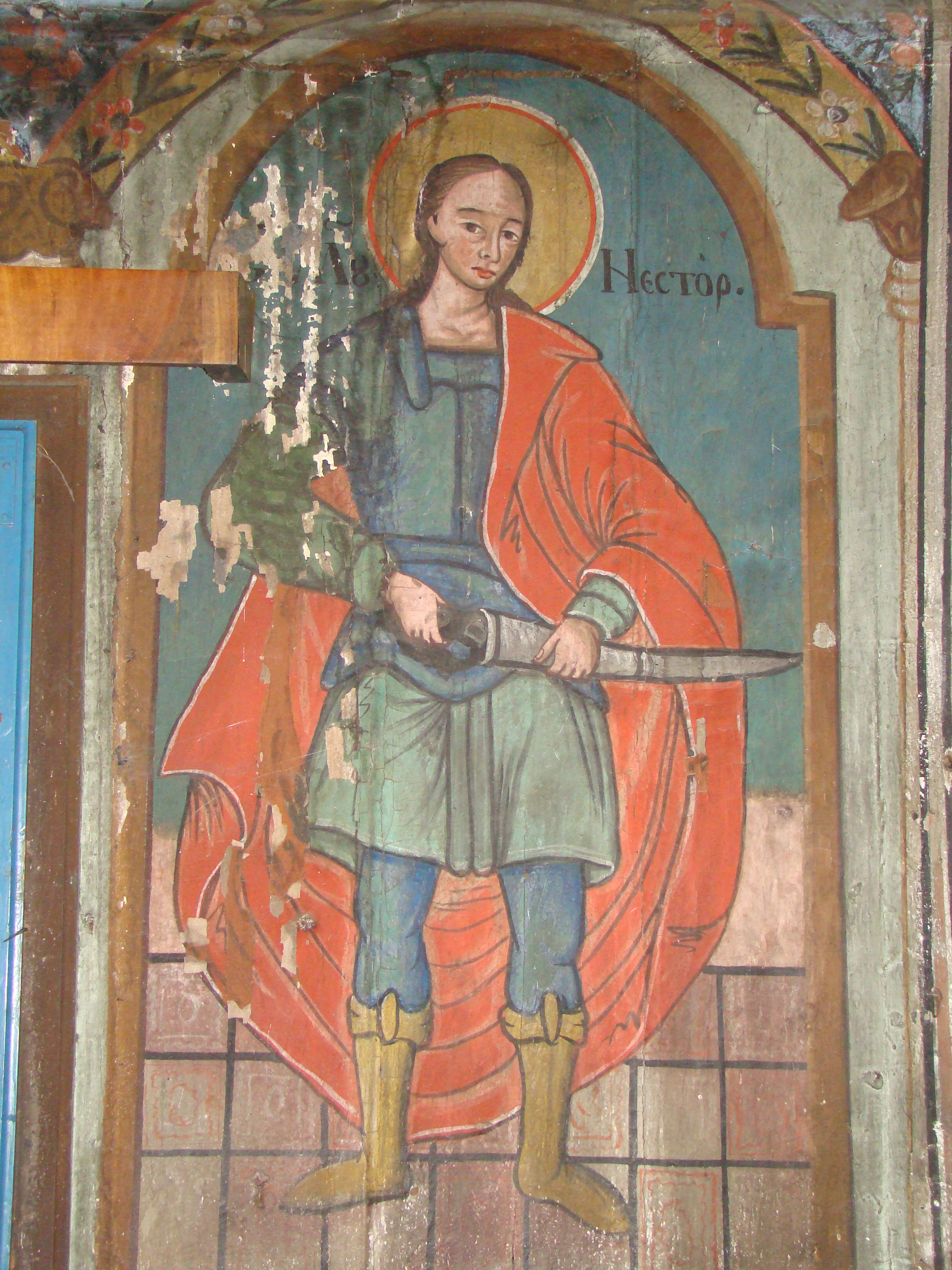
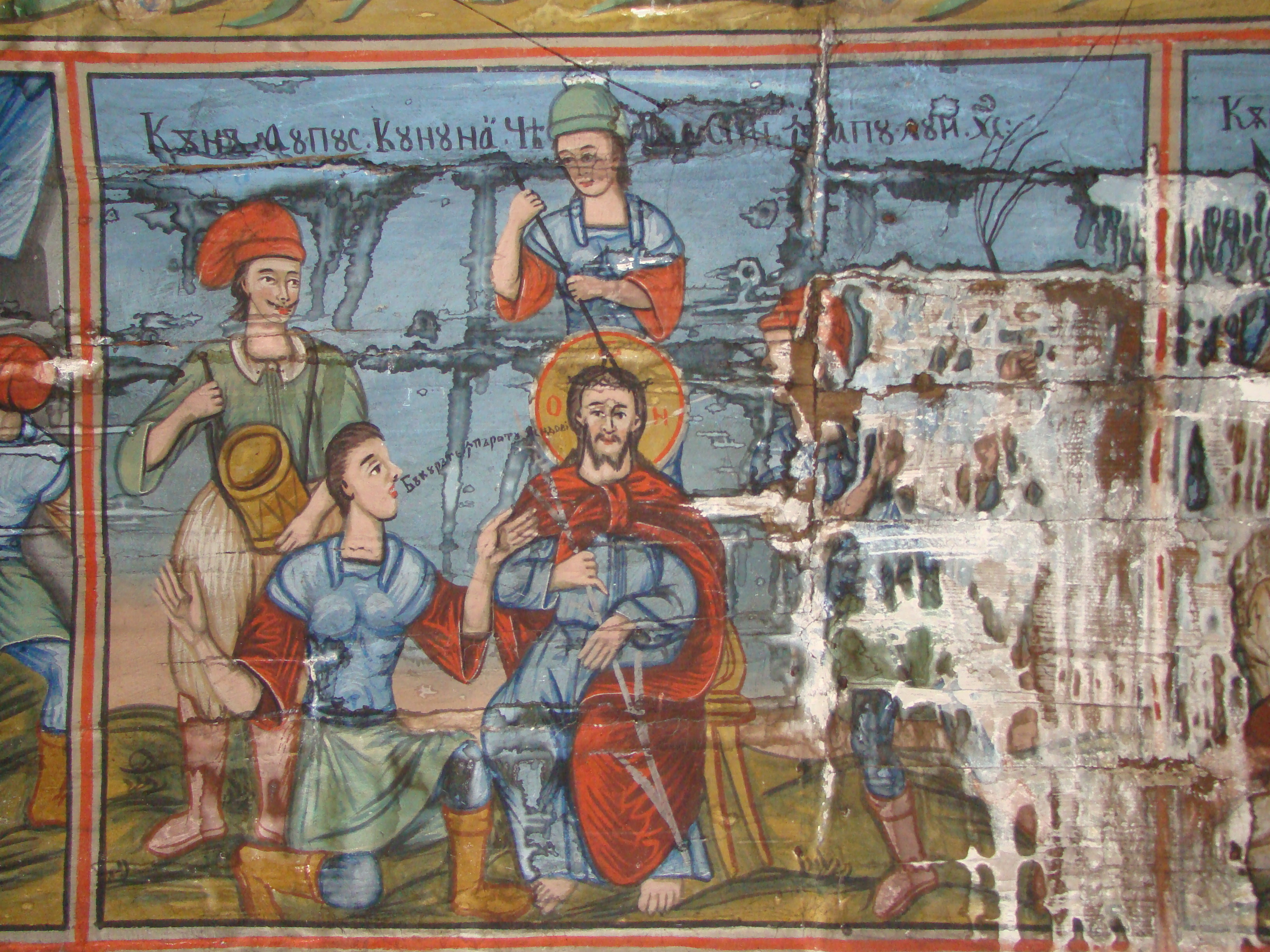
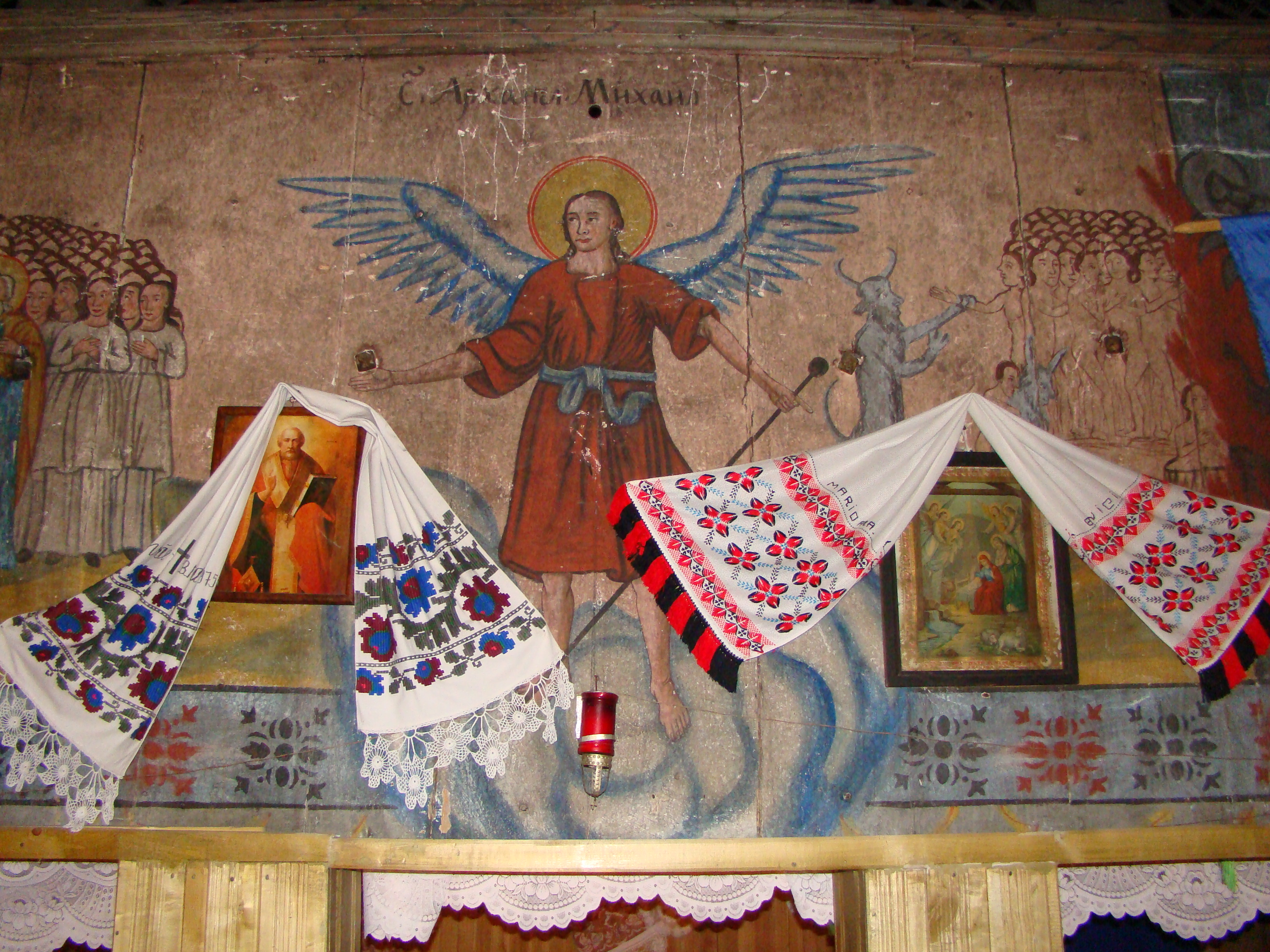
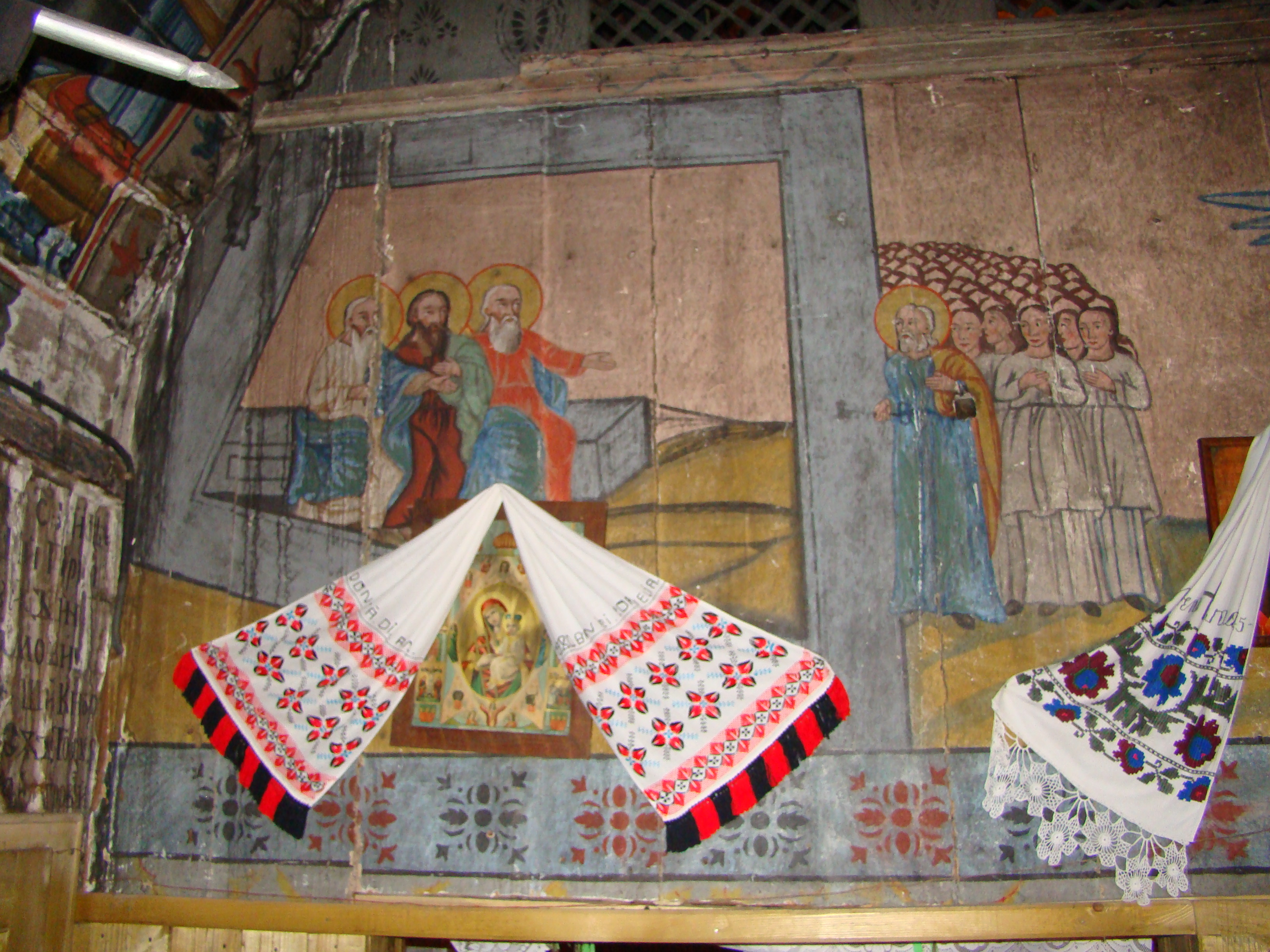
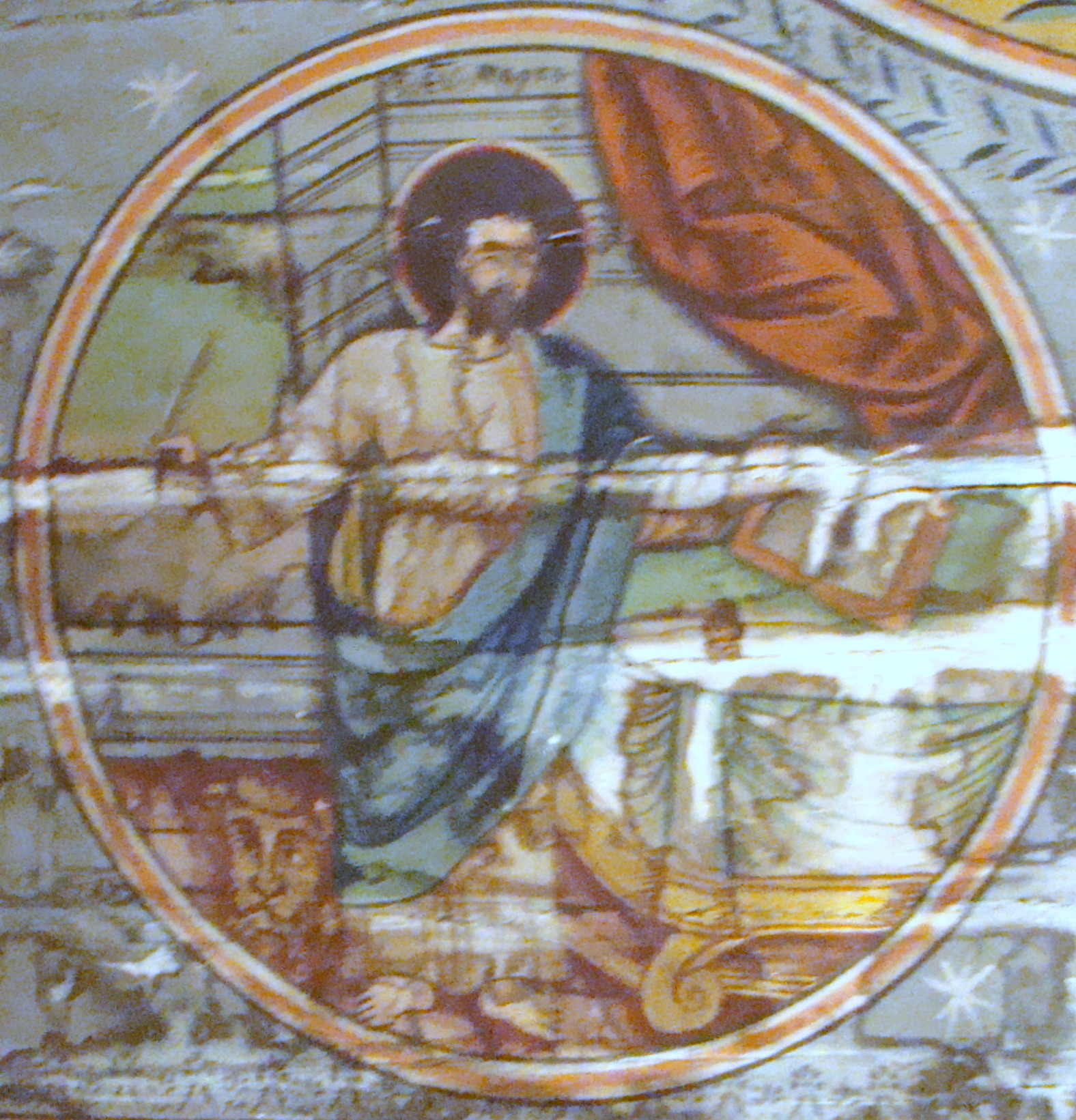
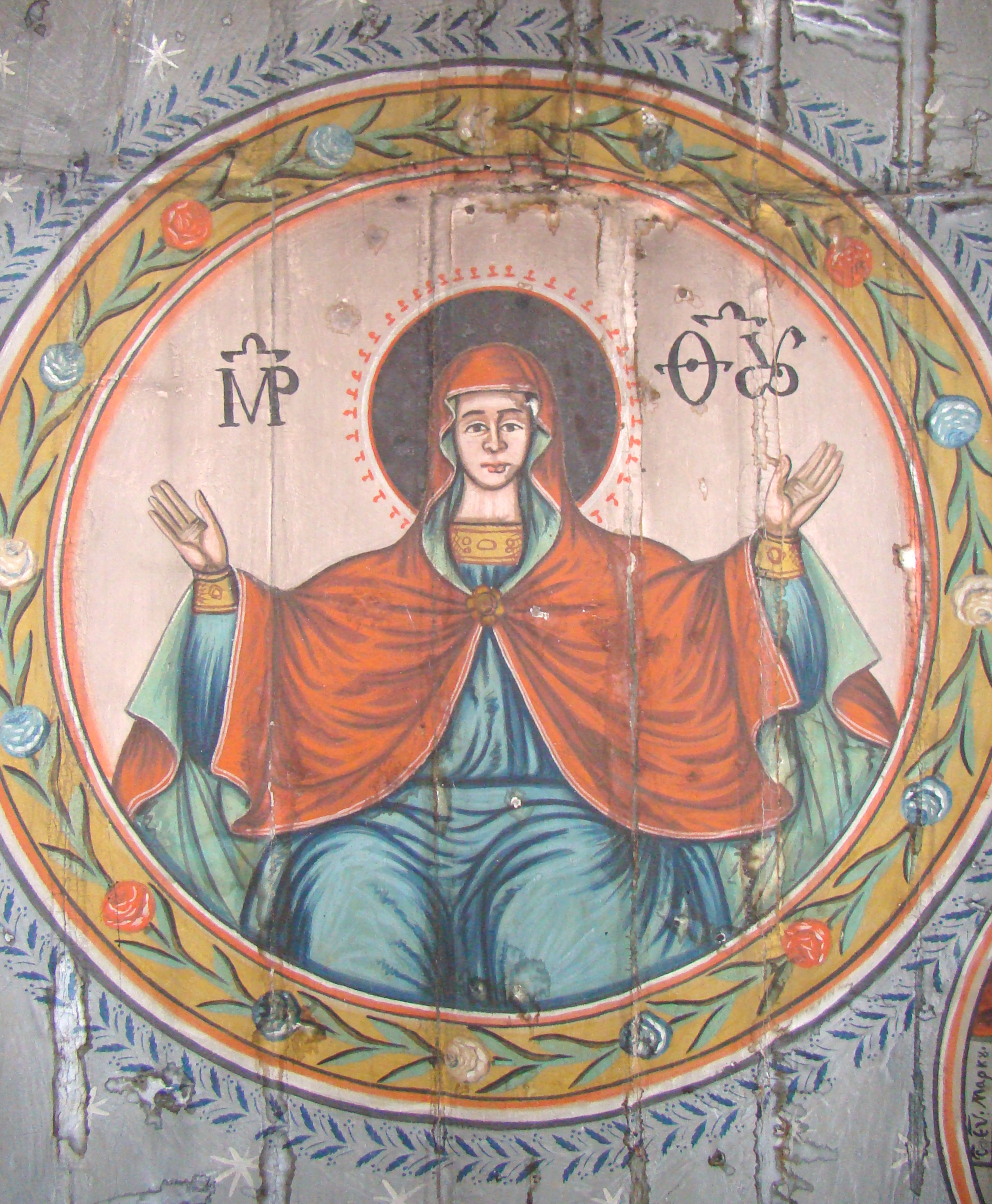
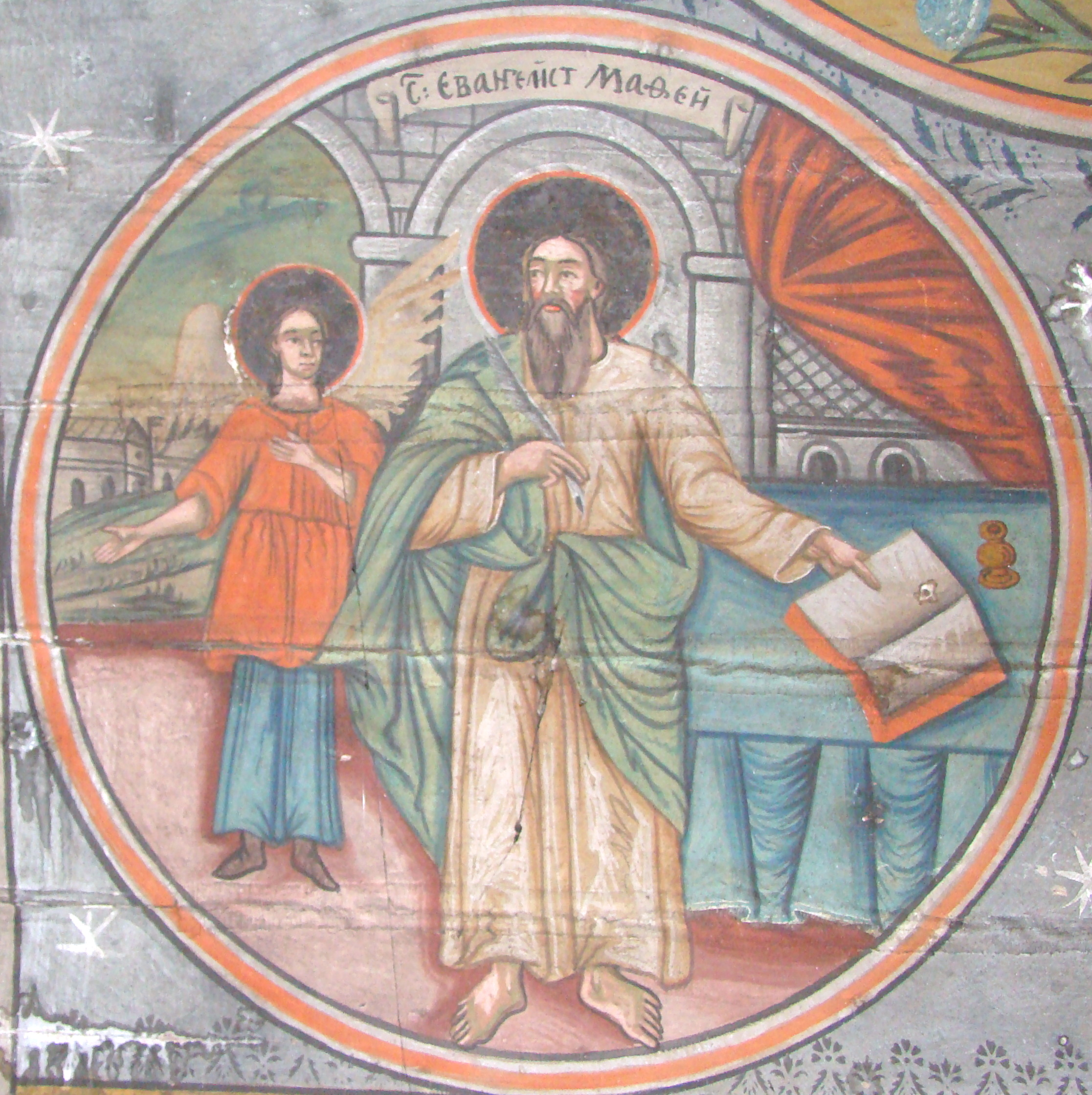
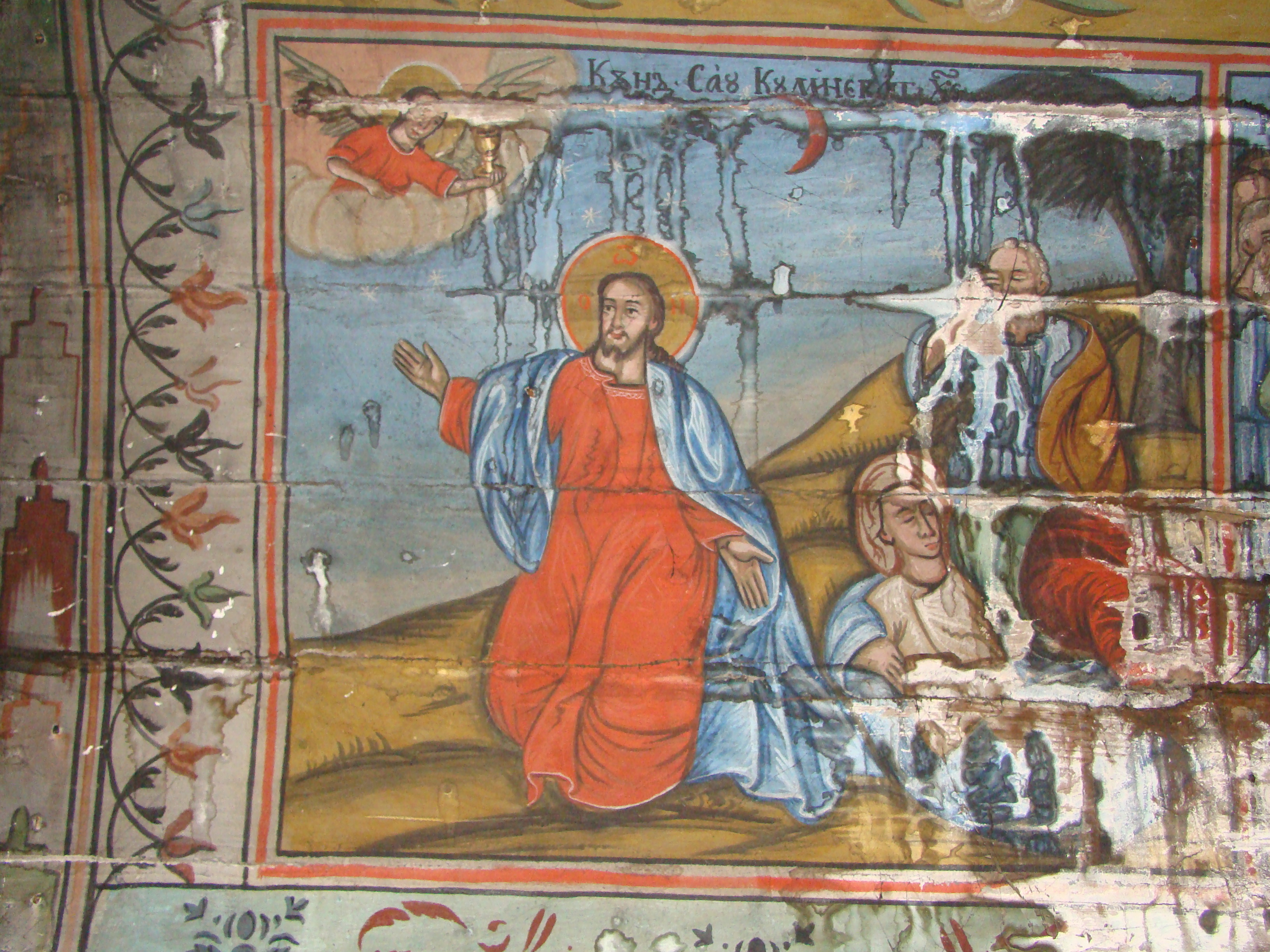
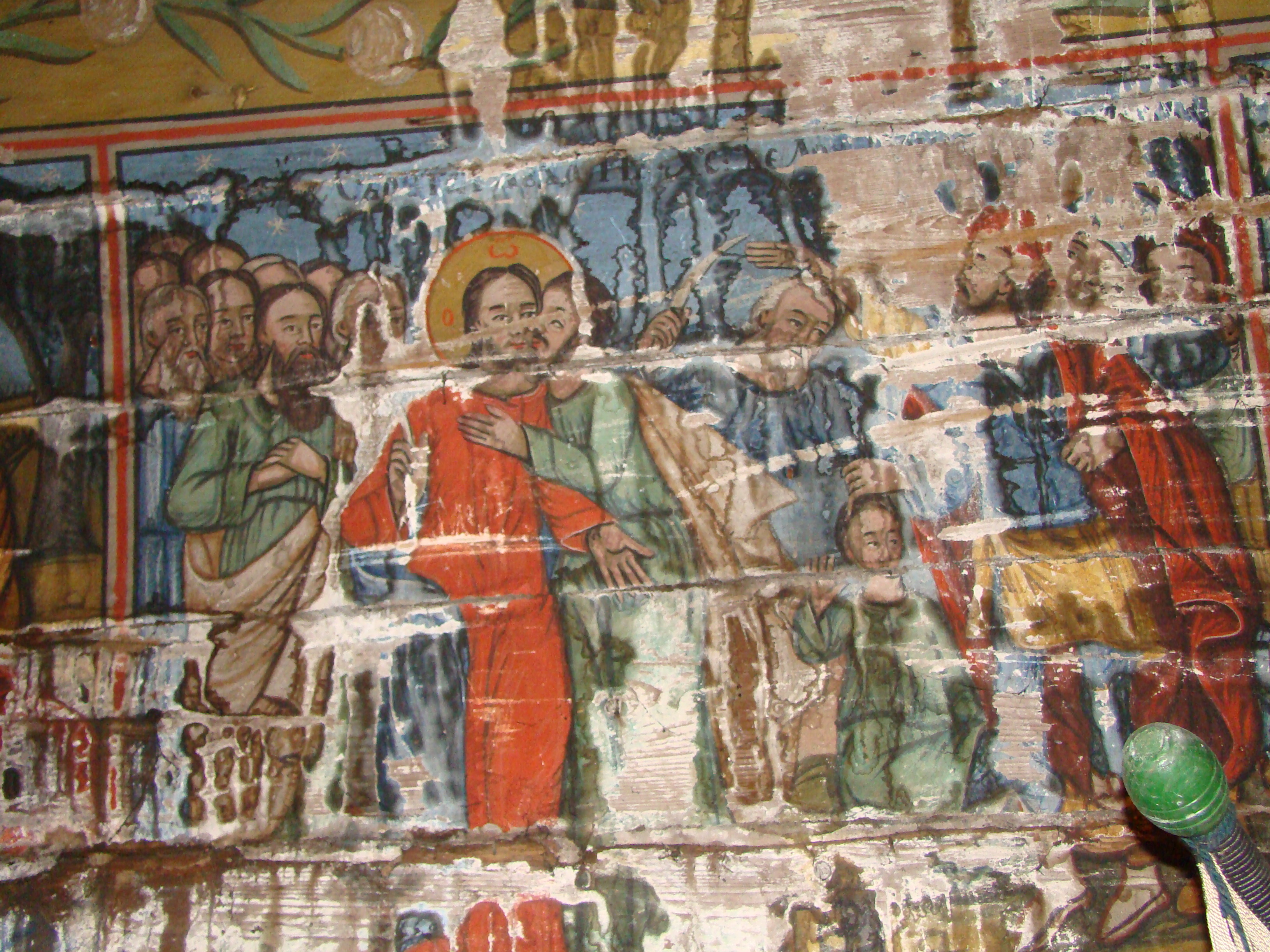
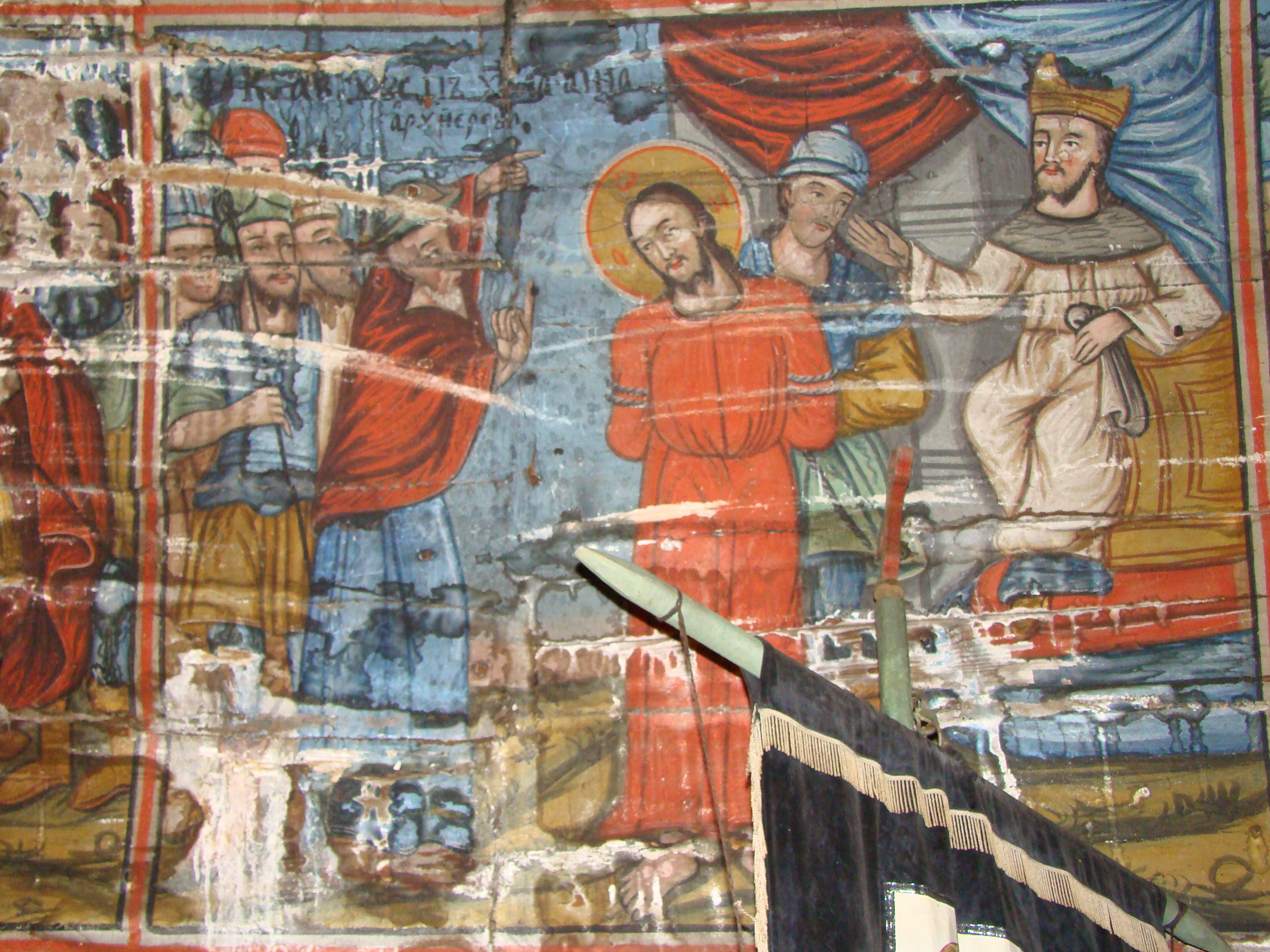
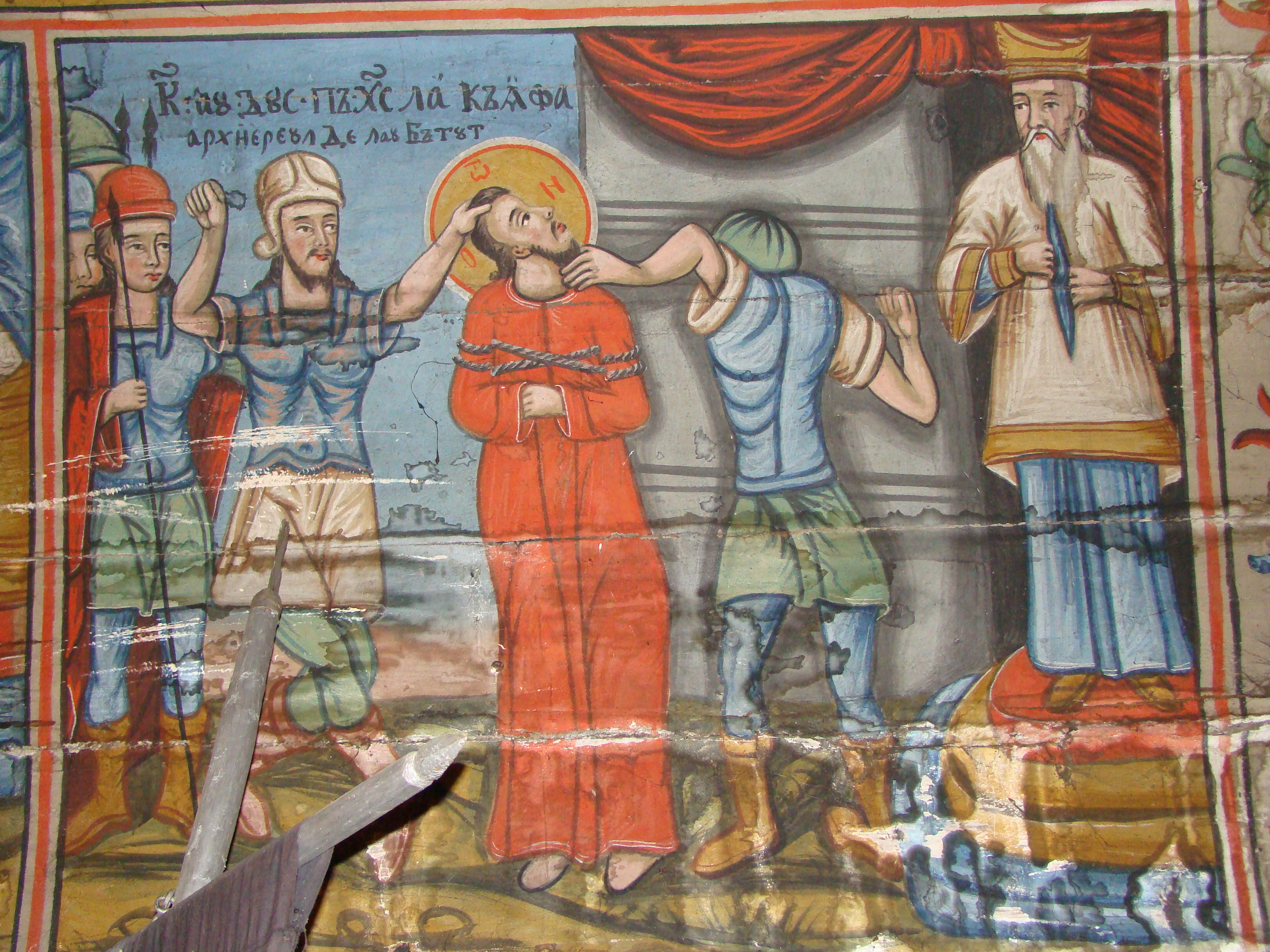
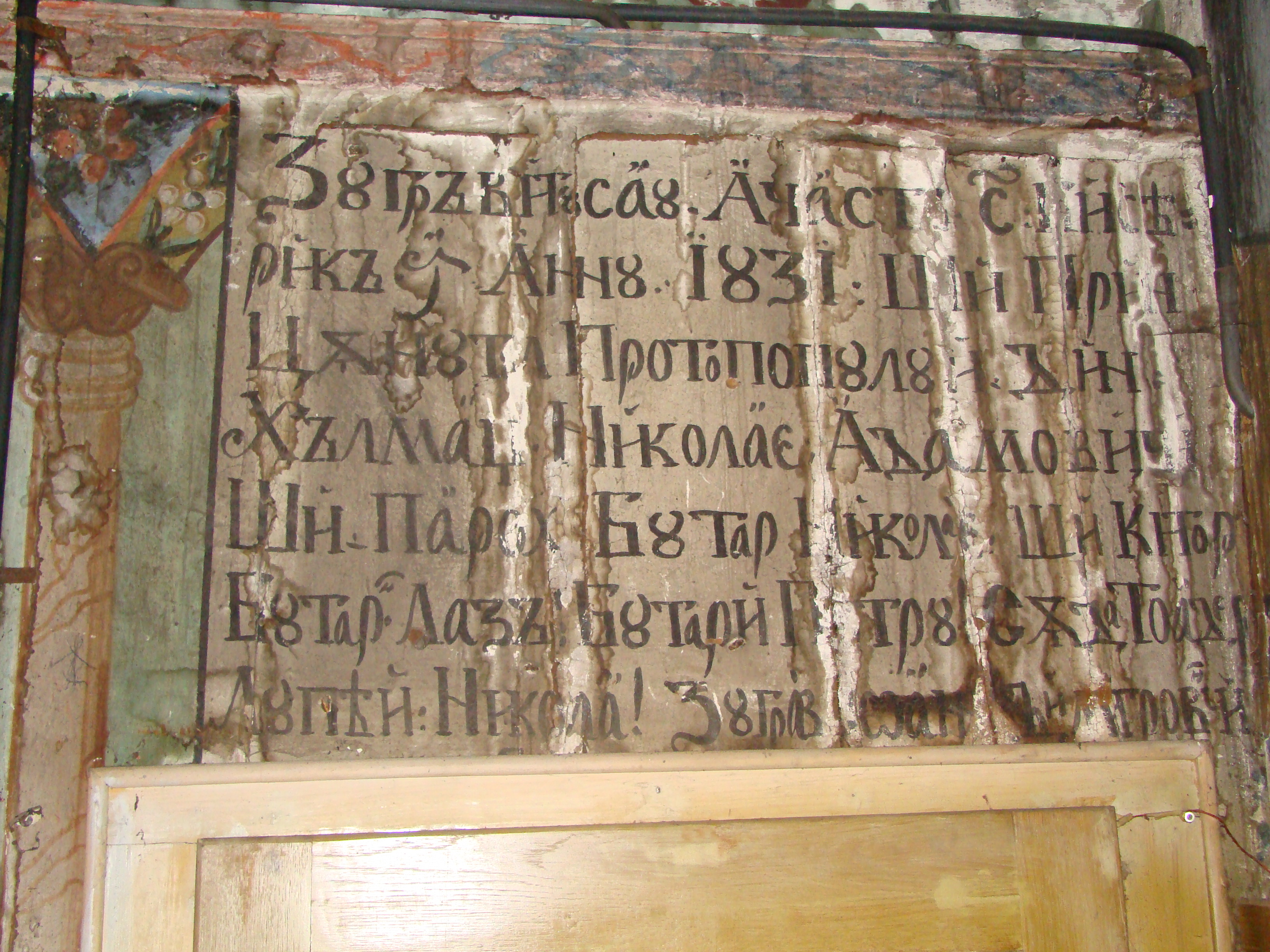
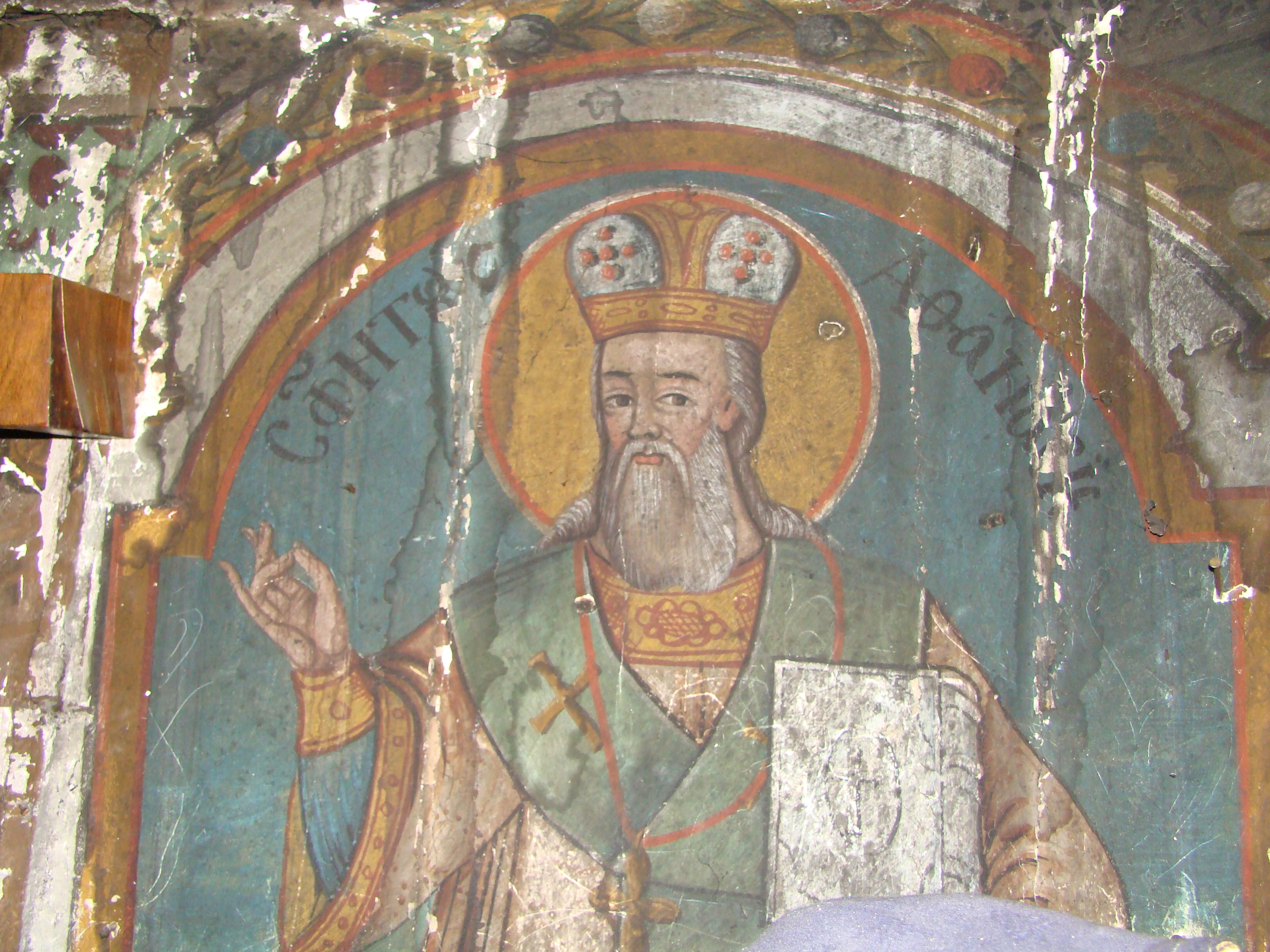
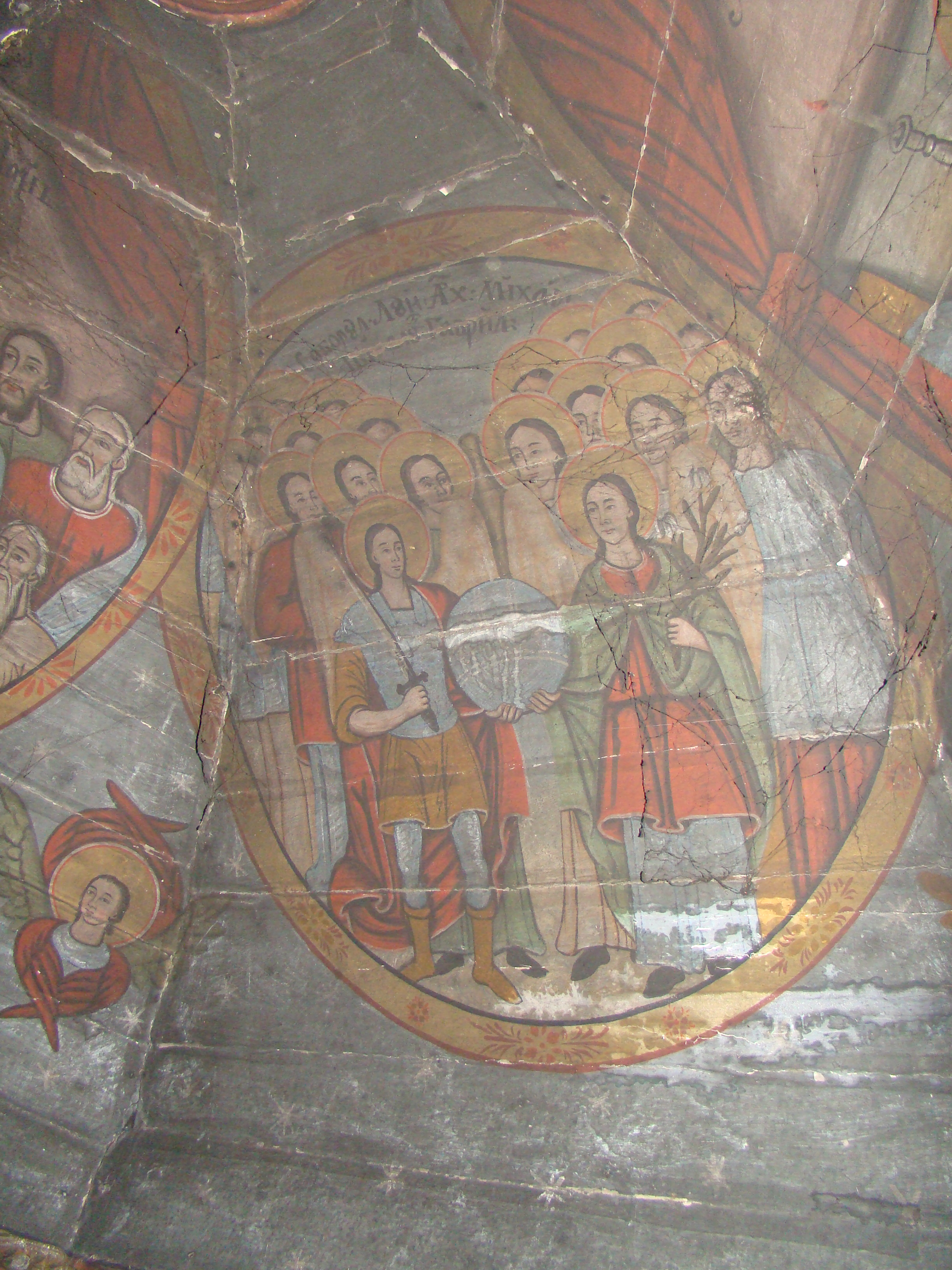
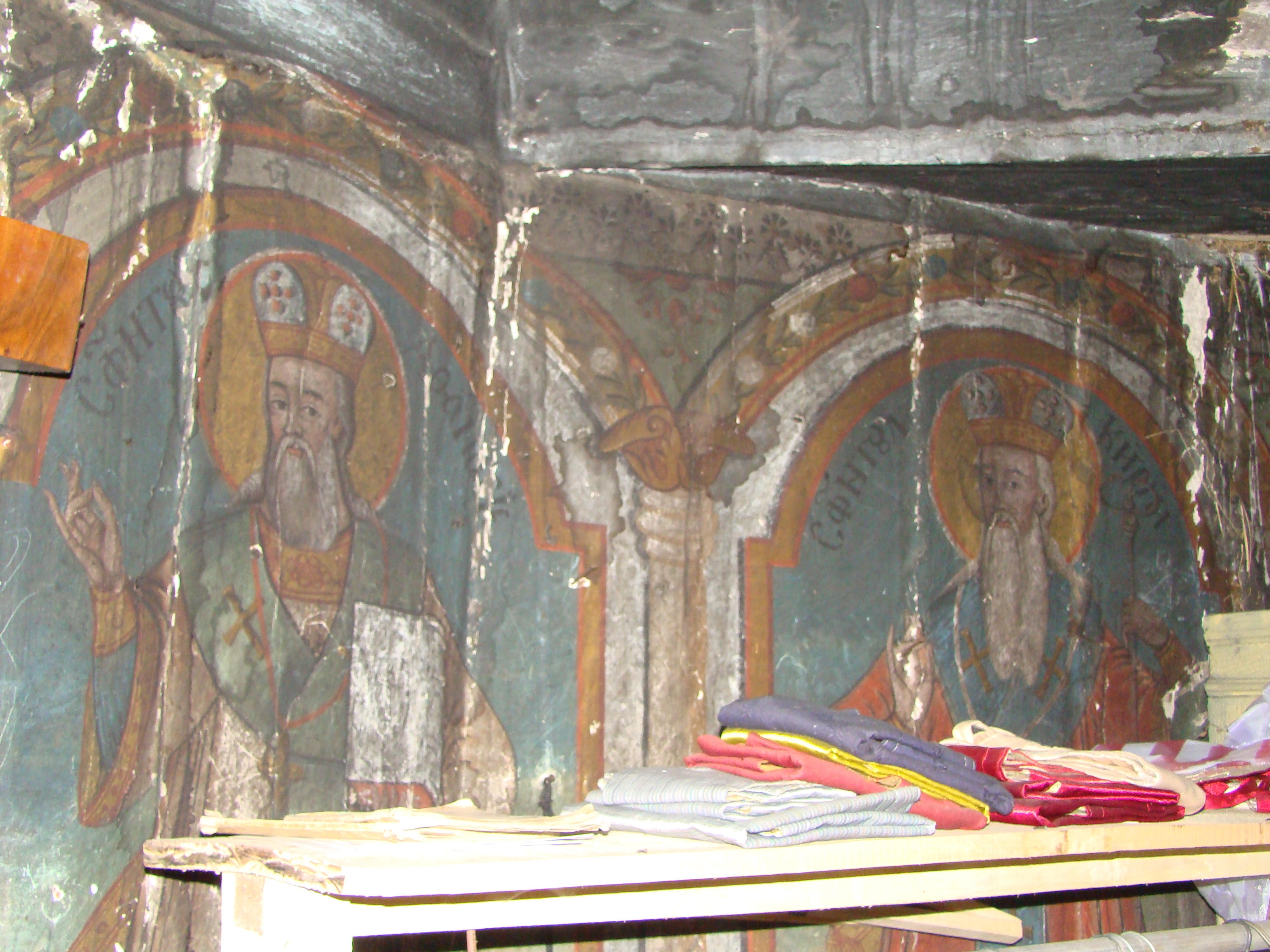
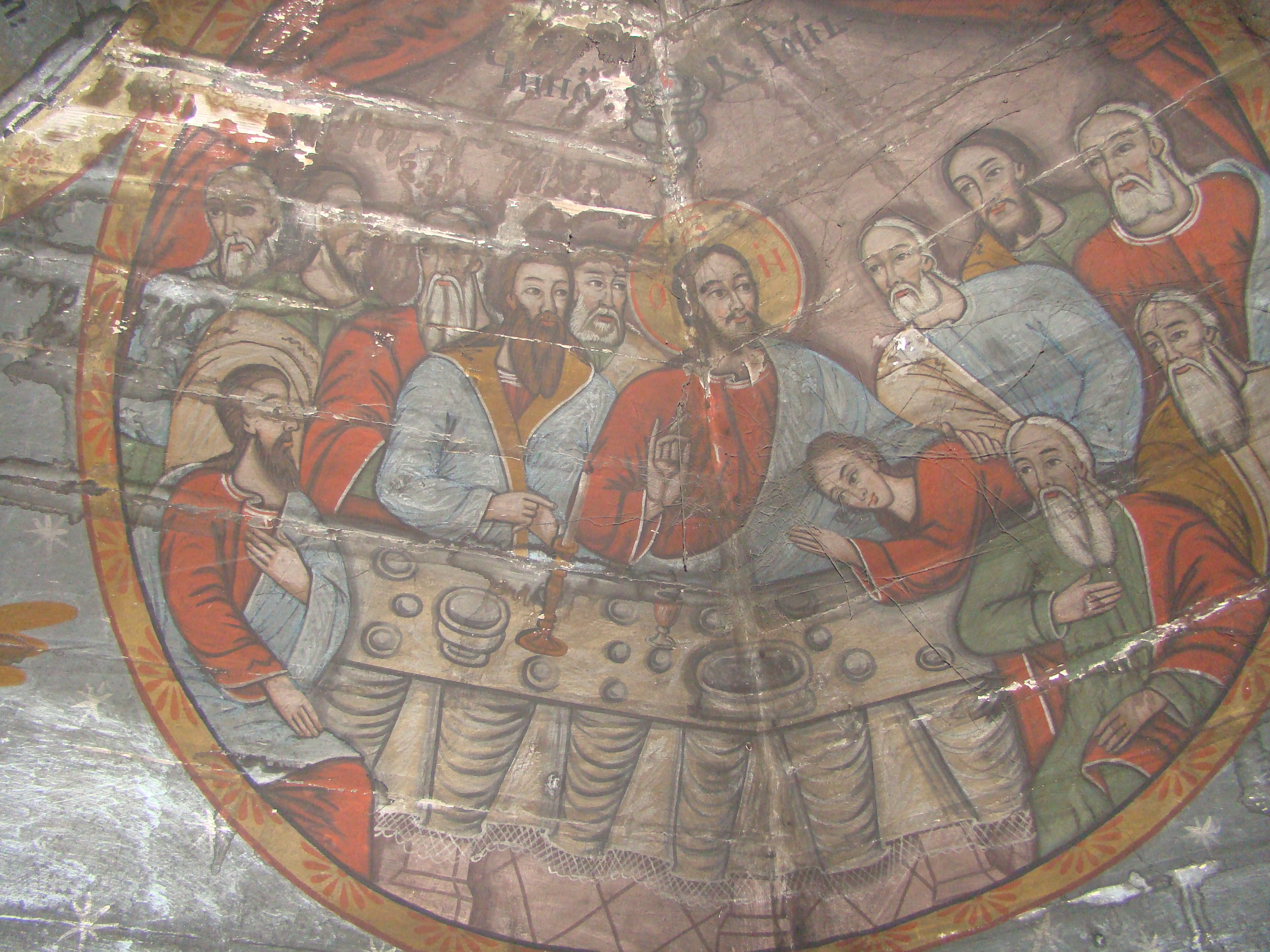
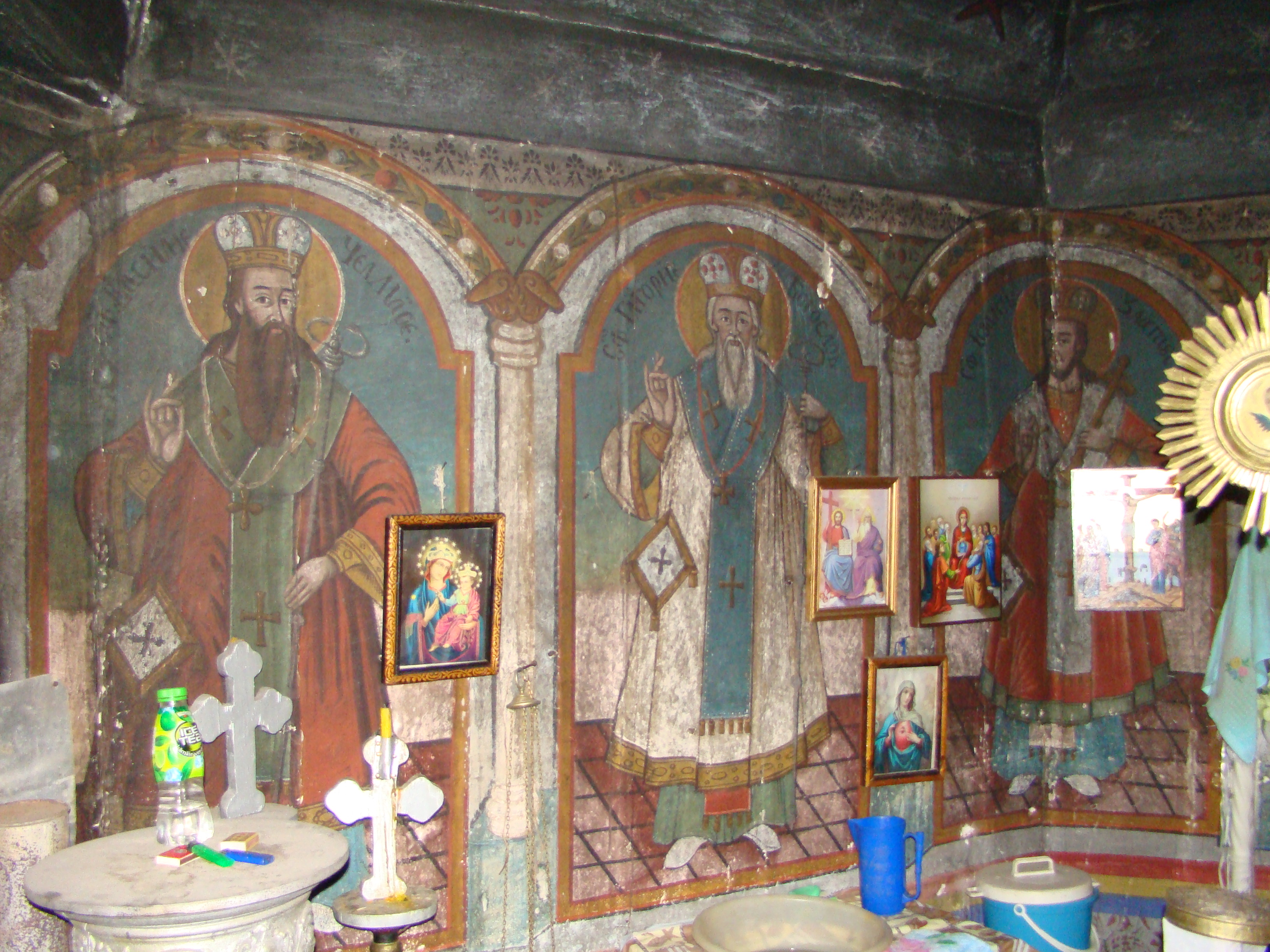
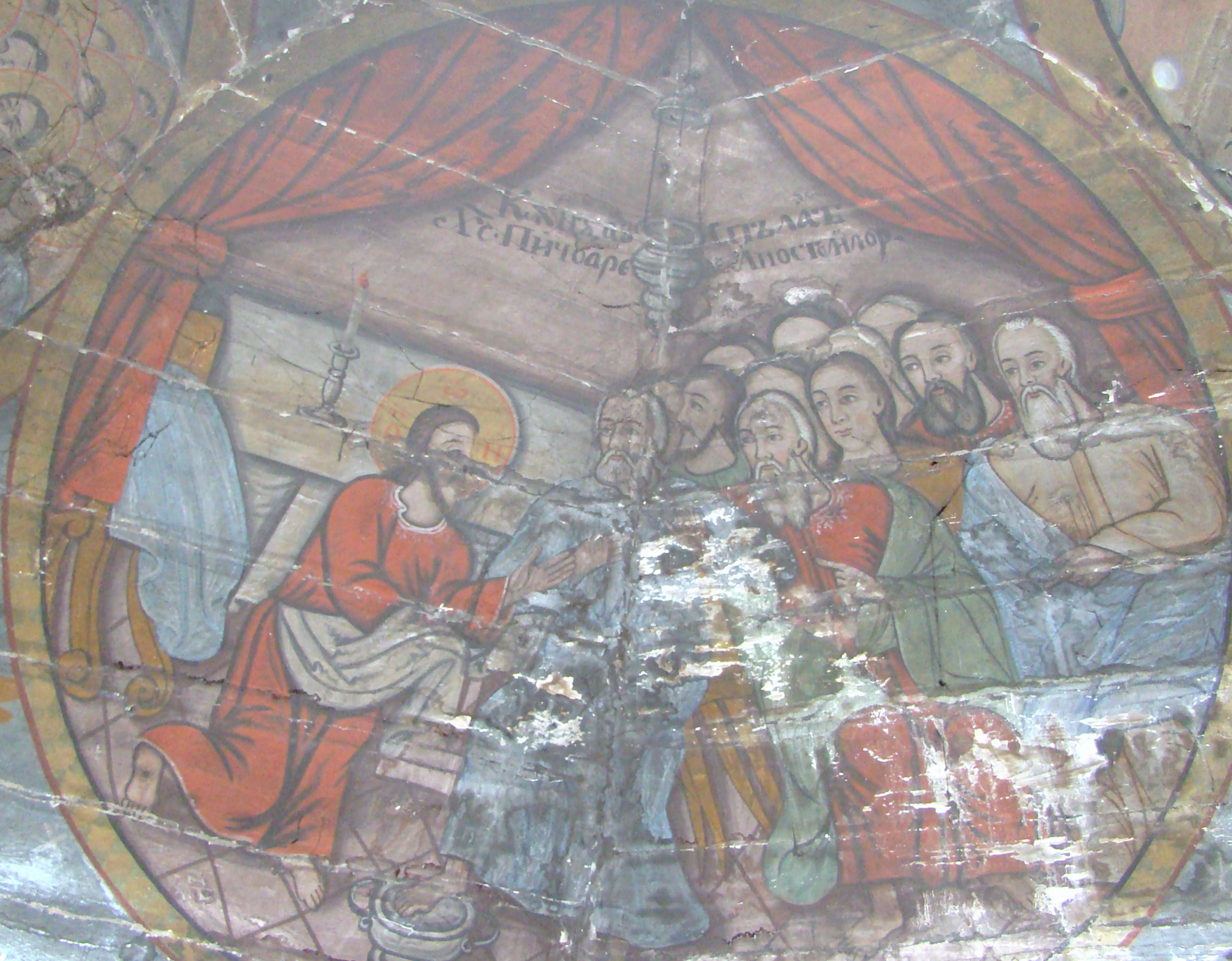
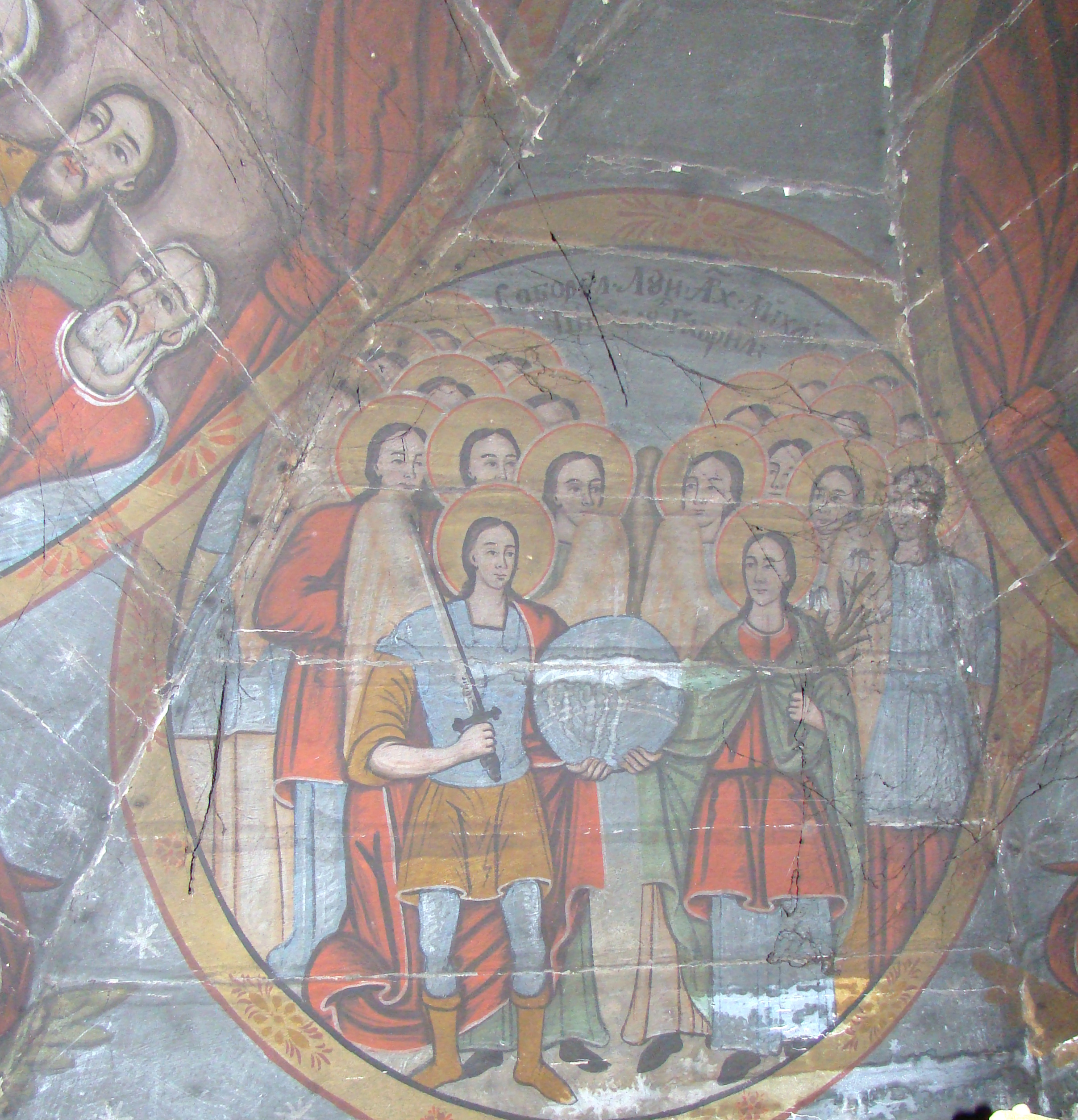
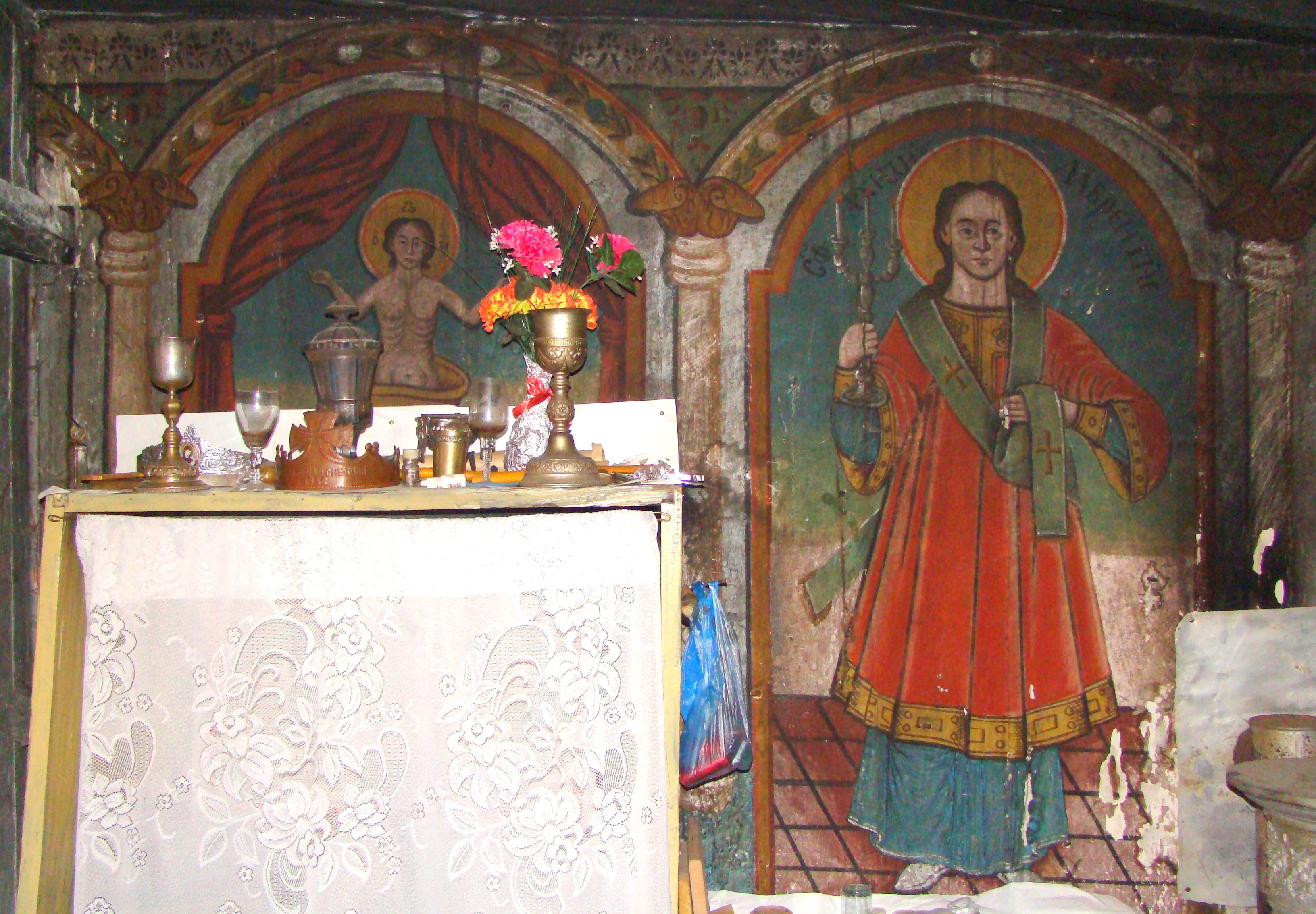
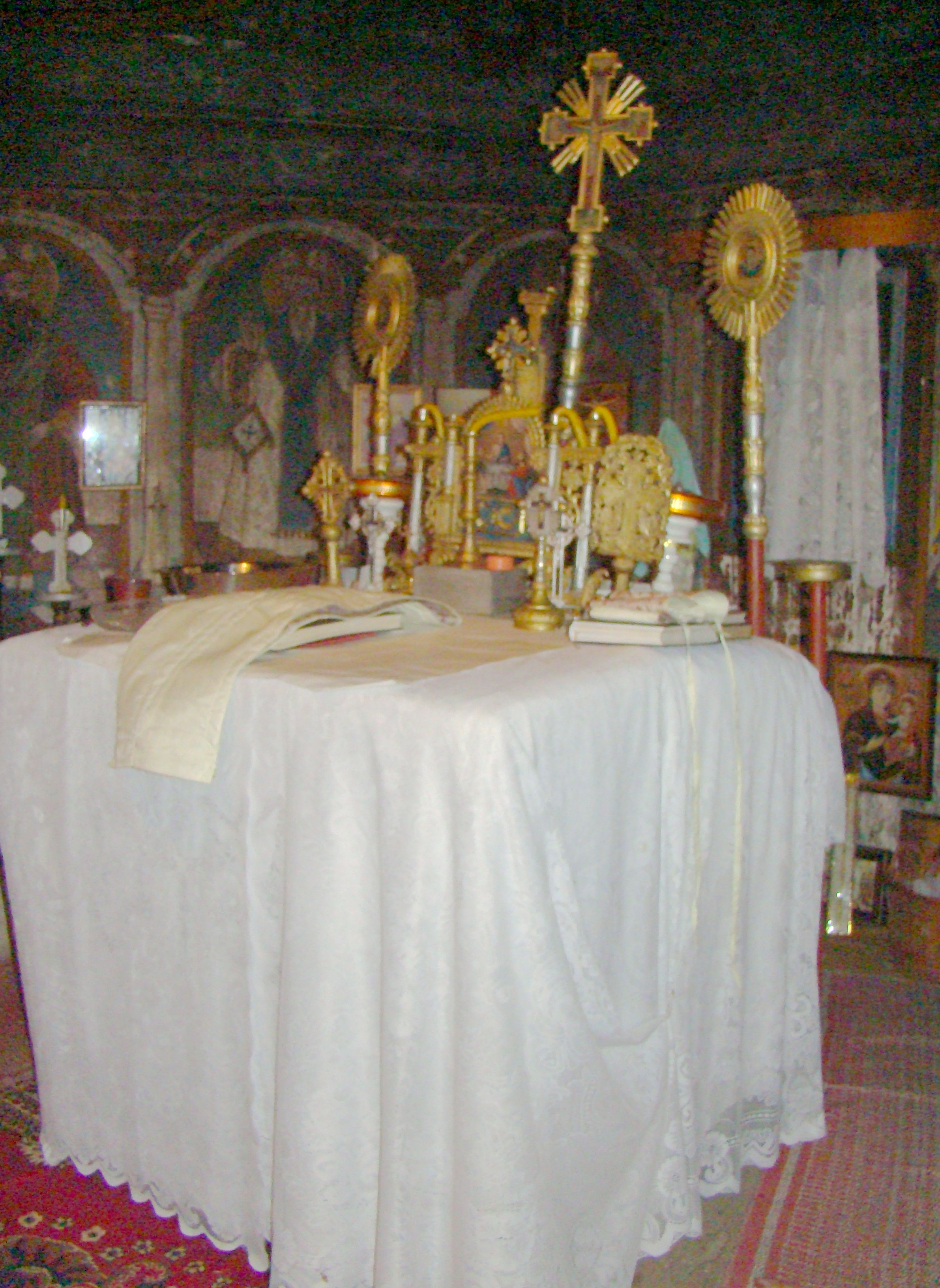